# Seelengrund

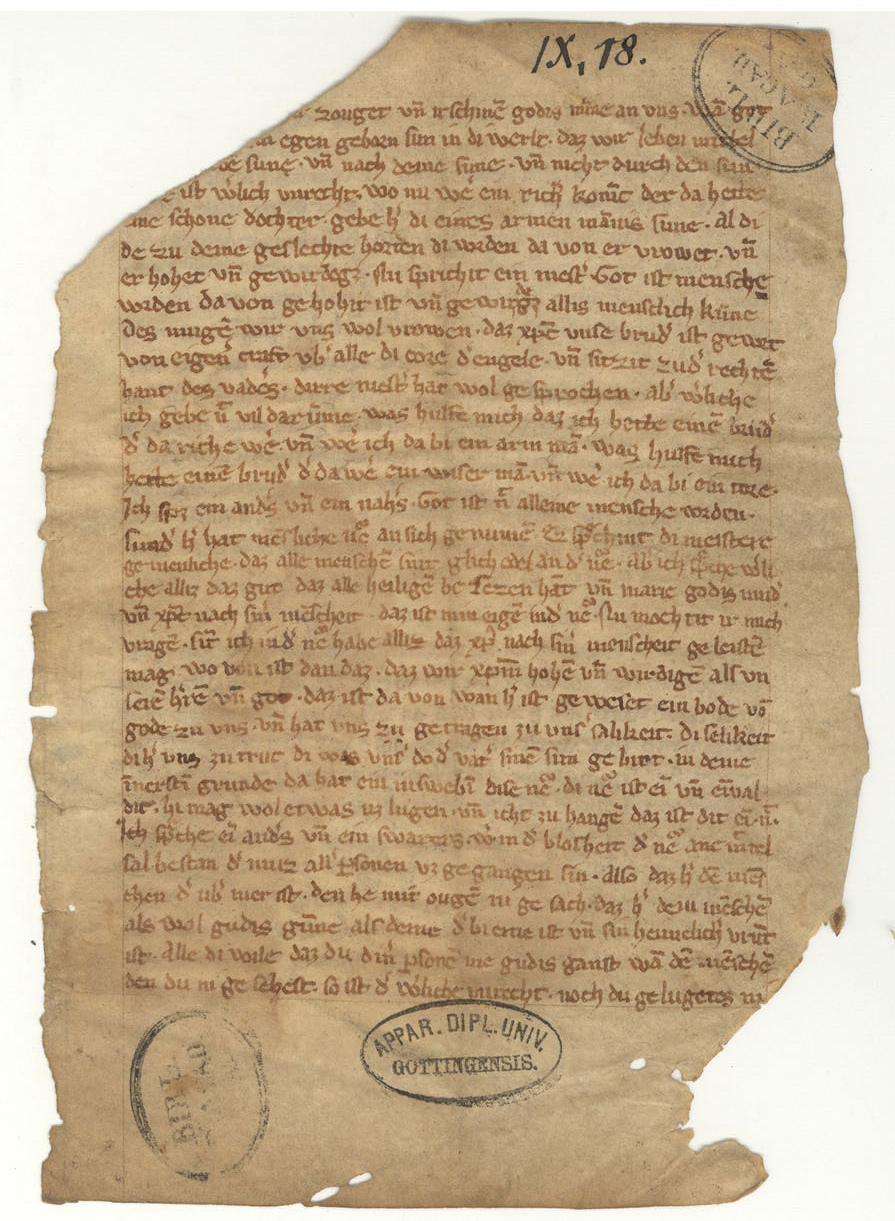
Fragment von Ausführungen Meister Eckharts über den Seelengrund (Predigt 5b) in einer zeitgenössischen Handschrift; Göttingen, Georg-August-Universität, Diplomatischer Apparat 10 E IX Nr. 18

Seelengrund ist ein Begriff der spätmittelalterlichen Philosophie und Spiritualität, der auch in frühneuzeitlicher geistlicher Literatur vorkommt. Der von Meister Eckhart († 1327/1328) geprägte Ausdruck bezeichnet in einem übertragenen Sinn einen „Ort“ in der menschlichen Seele, an dem nach spirituellen Lehren Gott oder die Gottheit anwesend ist und eine Vereinigung der Gottheit mit der Seele zustande kommen kann.
Schon in der Antike trugen Philosophen und Theologen Thesen vor, die später zu Voraussetzungen und Bestandteilen der mittelalterlichen Lehren vom Seelengrund wurden. Auch die einschlägige mittelalterliche Terminologie geht auf Begriffe dieser Denker zurück. Antike stoische und neuplatonische Philosophen waren der Überzeugung, es gebe in der menschlichen Seele eine steuernde Instanz, die der göttlichen, das Weltall lenkenden Macht analog oder wesensgleich sei. Damit wurde die Möglichkeit einer Verbundenheit sterblicher und irrtumsanfälliger Menschen mit dem Bereich des Ewigen, Göttlichen und absolut Wahren begründet. Kirchenschriftsteller griffen philosophische Konzepte vom Verhältnis zwischen Gott und der Seele auf und formten sie in christlichem Sinne um. Der Kirchenvater Augustinus nahm an, es gebe in der Tiefe des menschlichen Geistes einen Bereich, das abditum mentis, in dem ein verborgenes apriorisches Wissen liege.
Im 12. Jahrhundert wurden Konzepte entwickelt, nach denen im innersten Bereich der Seele eine Betrachtung Gottes möglich ist, doch erst im Spätmittelalter entstand eine ausgeformte Lehre von der Einheit der Seele mit der Gottheit im Seelengrund. Ihr Urheber war Meister Eckhart, der sich auf Augustinus berief, aber in erster Linie seine eigene unkonventionelle, für damalige Verhältnisse anstößige Lehre vom Göttlichen in der menschlichen Seele verkündete. Er behauptete, es gebe in der Seele ein Innerstes von göttlicher Qualität, das er „Grund“ nannte. Der Seelengrund gehöre nicht zur Schöpfung, sondern stehe über allem von Gott Geschaffenen. Er sei absolut einfach und frei von allen einschränkenden Bestimmungen und unterscheide sich nicht von der „Gottheit“, dem überpersönlichen Aspekt des Göttlichen. Alles Geschaffene sei nichtig und habe keinen Zugang zu Gott; im ungeschaffenen, überzeitlichen Seelengrund hingegen sei eine Gotteserfahrung möglich, denn dort sei die Gottheit immer präsent. Diese Erfahrung bezeichnete Eckhart als „Gottesgeburt“ im Seelengrund. Die Voraussetzung dafür sei „Abgeschiedenheit“: Die Seele müsse sich mit äußerster Konsequenz von allem lösen, was sie von der göttlichen Einfachheit und Undifferenziertheit in ihrem Innersten ablenke.
Eckharts Lehre vom Seelengrund wurde bald nach seinem Tod von der Kirche als häretisch verurteilt, doch fand ihr Gehalt teilweise in abgewandelter Form bei spätmittelalterlichen Gottessuchern Zustimmung. In der Moderne ist sie oft als Ausdruck eines mystischen Irrationalismus betrachtet worden. Neuere Philosophiehistoriker betonen jedoch, dass Eckhart keineswegs die Vernunft abwertete, sondern mit einer philosophischen Argumentation überzeugen wollte und den Seelengrund als Intellekt auffasste.
In der Frühen Neuzeit lebte das Konzept des Seelengrunds oder Seelenzentrums als Stätte der Gotteserfahrung in geistlicher Literatur fort. Es wurde sowohl von katholischen Autoren als auch im evangelischen Pietismus aufgegriffen. Eine andere Bedeutung gaben Denker der Aufklärung dem Ausdruck „Grund der Seele“. Sie bezeichneten damit den Ort einer „dunklen“ Erkenntnis, aus der die klare hervorgehe.

## Vorgeschichte

### Antike
In der Antike entwickelten pagane und christliche Autoren Seelenlehren, mit denen sie Elemente von Meister Eckharts Modell vorwegnahmen. Dabei ging es um einen als göttlich oder gottförmig betrachteten Teil der Seele oder um eine göttliche Instanz in ihr.

#### Frühe Ansätze
Der Vorsokratiker Heraklit († um 460 v. Chr.) schrieb, man könne die Grenzen der Seele nicht ausfindig machen, auch wenn man jeden Weg beschreite; so tief sei ihr „Logos“. Heraklit betrachtete die Seele als einen repräsentativen Teil des kosmischen Feuers, der Macht, die nach seiner Lehre alle Dinge konstituiert und von der die Prozesse im Universum abhängen. Er bezeichnete die Seele auch als einen Funken von der Substanz der Sterne.
Platon († 348/347 v. Chr.) entwarf ein Modell der Seele, in dem er ihr eine dreiteilige, hierarchisch geordnete Struktur zuschrieb. Nach seiner Theorie wird der niedrigste der drei Seelenteile von den sinnlichen Begierden gesteuert und ist von leidenschaftlicher und unbesonnener Natur. Diesem Bereich in jeder Hinsicht entgegengesetzt ist der höchste Teil, die Sphäre der Vernunft. Der mittlere Teil, das „Muthafte“, steht zwischen der Vernunft und der Begierde; ihm fällt die Aufgabe zu, das von der Vernunft für richtig Befundene in die Tat umzusetzen. Da die Vernunft die Quelle der Weisheit ist, kommt ihr von Natur aus der höchste Rang zu. Diesem Seelenteil gebührt gemäß der natürlichen Ordnung die Herrschaft über die anderen Teile und den Körper, denn nur die Vernunft kann beurteilen, was dem Ganzen zuträglich ist, und ist dank dieser Einsicht zu richtiger Lenkung befähigt. Der vernünftige Seelenteil weist göttliche Eigenschaften auf. Er ist dem Göttlichen, Ewigen und Unveränderlichen verwandt, ähnlich oder gleichartig; wie dieses ist er ungeworden und unvergänglich. Sein Streben richtet sich auf Wissen. Das Ziel sind nicht nur Erkenntnisse, die mittels eines diskursiven Prozesses gewonnen werden; vielmehr geht es in erster Linie um ein besonderes Erfahrungswissen höchsten Ranges, das jeder nur für sich erstreben kann. Inwieweit solches Wissen tatsächlich konkret erreichbar ist, lässt Platon offen. Das Erfahrungswissen, das er meint, resultiert aus einer Art Schau, die intuitiven und religiösen Charakter hat und sich auf einen transzendenten, göttlichen Bereich bezieht. Der Gegenstand solcher Schau ist etwas, was nicht in Sprache und Begriff eingeht. Es ist „unsagbar“ (árrhēton), da sich eine solche Erfahrung weder begründen noch mitteilen lässt; sie ist nicht objektivierbar und kann nicht richtig oder falsch sein, sondern ist dem Subjekt nur entweder gegeben oder nicht.

#### Die stoische Seelenvorstellung
Die Stoiker griffen herkömmliche Vorstellungen – darunter das platonische Modell – auf und wandelten sie ab. Sie hielten das Urfeuer für die göttliche Kraft, die aus sich das Weltall entfaltet und gestaltet habe und die es durchdringe, belebe, bewege und im Sein erhalte. Den Menschen betrachteten sie als „Mikrokosmos“, als „kleine Welt“, in der sich die Ordnung des „Makrokosmos“ widerspiegle. Dabei wiesen sie der menschlichen Seele die Rolle des belebenden Feuers im Mikrokosmos zu; sie sahen in ihr ein Ebenbild der Gottheit, die den Kosmos lenke. Daraus ergab sich die Metapher des „Seelenfunkens“; die individuelle Seele erschien als Funke (apóspasma, abgerissener Teil) des göttlichen Urfeuers. Im Mittelpunkt der Seele nahmen die Stoiker eine leitende und koordinierende Instanz an, das hēgemonikón, das sie meist im Herzen verorteten. Dieses Seelenzentrum setzt der stoischen Lehre zufolge die Teilfunktionen – insbesondere das Vorstellen, Denken und Wollen – nach einem einheitlichen Plan in Bewegung und ordnet sie auf ein Ziel, die Erhaltung des Ganzen, hin. Das hegemonikon im Herzen ist das Ordnungsprinzip – der Logos – des Menschen, so wie das Urfeuer, das seinen Sitz in der Sonne hat, im Kosmos die Rolle des ordnenden und strukturierenden Prinzips spielt. Der Logos im Menschen stimmt mit dem Weltlogos überein, die Natur des Makrokosmos und des Mikrokosmos ist ein und dieselbe.
Die Seelenlehre der griechischen Stoiker fand Eingang in die Welt der gebildeten Römer, die einschlägigen Begriffe wurden ins Lateinische übertragen und in die Terminologie der römischen philosophischen Literatur übernommen. Später gelangten die griechischen und lateinischen Ausdrücke in den Wortschatz der Kirchenväter. Das Wort hegemonikon wurde unterschiedlich übersetzt oder umschrieben: principale cordis („Hauptinstanz des Herzens“) bei Seneca, Hieronymus, Rufinus; principatus („leitendes Prinzip“, „Grundkraft“) bei Cicero; regalis pars animi („der königliche Teil des Geistes“) bei Apuleius. Seneca meinte, die Seele des Weisen, der sich von nichts erschüttern lasse, verfüge über eine übermenschliche Kraft; eine göttliche Macht sei in ihn herabgestiegen. Der größere Teil dieser Seele sei dort geblieben, von wo der kleinere, herabgestiegene Teil gekommen sei. Der stoischen Tradition folgend verwendete Seneca das Bild des „Funkens“ (scintilla), um den göttlichen Ursprung des Geistprinzips im Menschen zu veranschaulichen: Es seien gewissermaßen Sternenfunken auf die Erde gefallen und an diesem himmelsfernen Ort verblieben. Der römische Kaiser Mark Aurel († 180), der sich ebenfalls zur stoischen Lehre bekannte und griechisch schrieb, behauptete, das hegemonikon sei unbezwingbar, „wenn es in sich selbst zurückgezogen mit sich selbst zufrieden ist“, denn es tue nichts, was es nicht wolle. Er verglich es mit einer Burg; wer dort seine Zuflucht suche, werde unbesiegbar.

#### Neuplatonische Seelenkonzepte
Eine zentrale Rolle spielt das Konzept einer göttlichen Instanz in der Seele bei Plotin († 270), dem Begründer des Neuplatonismus. Nach seiner Lehre entstammt die unsterbliche Seele einer immateriellen, rein geistigen Welt, in der sie beheimatet ist und Glückseligkeit genießt. Sie hat aber die Möglichkeit, in die Körperwelt hinabzusteigen und sich dort zeitweilig mit einem Körper zu verbinden, den sie dann lenkt und als Werkzeug benutzt. So kommt irdisches Leben zustande. Allerdings bindet sich die Seele dabei nicht in ihrer Gesamtheit, sondern nur teilweise an den Körper. „Etwas von ihr“, ihr höchster „Teil“, verbleibt immer in der geistigen Welt. Zu beachten ist dabei, dass die Bezeichnung „Teil“ hier in übertragenem Sinn verwendet wird, nicht im Sinne einer räumlichen Teilung oder einer realen Teilbarkeit; die Seele bildet eine unauflösliche Einheit. Der höchste Seelenteil ist von göttlicher Qualität, seine Seligkeit wird nie unterbrochen. Durch ihn hat die Seele somit ständig Anteil an der ganzen Fülle der geistigen Welt, auch wenn ihr verkörperter Teil in Verwirrung gerät und Unheil erleidet. Dem menschlichen Bewusstsein bleibt dieser Sachverhalt jedoch gewöhnlich verborgen, denn es wird von den Sinneseindrücken so beansprucht und überwältigt, dass es außerstande ist zu erfassen, was der oberste Seelenteil wahrnimmt. Die mannigfaltigen Nöte und Unzulänglichkeiten des irdischen Daseins erlebt die Seele zwar mit, aber die Affekte (Gemütserregungen), die dabei entstehen, betreffen sie nur scheinbar. Sie beruhen auf Illusionen, denn die Seele ist eigentlich – hinsichtlich ihres höchsten und weitaus wichtigsten Teils – frei von Leid. Dieser Teil ist permanent auf den universellen Geist (Nous) ausgerichtet, das heißt auf dessen Inhalte, die „platonischen Ideen“, deren Betrachtung ihn entzückt. Die unteren Teile oder Schichten der Seele hingegen sind mehr oder weniger dem Bereich des Materiellen und sinnlich Wahrnehmbaren zugewandt und daher vielen Übeln ausgesetzt. Sie können sich aber, wenn man ein philosophisches Leben führt, ebenfalls auf das Geistige orientieren. Dann wird im Idealfall eine Übereinstimmung der Teile erreicht; deren unterschiedliche Funktionen werden harmonisiert, die ganze Seele wird einheitlich ausgerichtet.
Mit seiner Lehre von einem unangreifbaren, allen irdischen Übeln entzogenen obersten Seelenteil nahm Plotin zentrale Elemente des mittelalterlichen Seelengrund-Konzepts vorweg. Sein Ziel war es nach den Worten seines Schülers Porphyrios, das Göttliche in den einzelnen Seelen „emporzuheben zum Göttlichen im All“. Von der Würde der Seele, die er aus deren göttlichem Aspekt ableitete, hatte er eine sehr hohe Auffassung. Bekannt ist sein programmatischer Ausspruch, er nehme nicht am Gottesdienst teil, denn „jene (die Götter) müssen zu mir kommen, nicht ich zu ihnen“. Mit der Annahme, dass in der Seele etwas Göttliches sei, schuf er die theoretische Grundlage für seine These, eine Vereinigung des Individuums mit dem absolut transzendenten höchsten Prinzip, dem Einen, sei möglich und erstrebenswert. Er behauptete sogar, die Einheit mit dem Einen, in dem alles Seiende seinen Ursprung habe, sei schon während des irdischen Lebens erfahrbar. Für ein solches Einheitserlebnis hat sich die Bezeichnung hénōsis (Vereinigung, Einswerdung) eingebürgert. Nach Porphyrios’ Angaben hat Plotin die Henosis als wiederholten Akt für sich selbst in Anspruch genommen. Porphyrios erwähnte, die Einheitserfahrung sei seinem Lehrer in den fünf Jahren, die sie zusammen verbrachten, etwa viermal zuteilgeworden. Plotin betonte, dass das Erlebnis plötzlich eintrete.
Plotins Beschreibung der Henosis stimmt in wesentlichen Aspekten mit den mittelalterlichen Darstellungen der Erfahrung im Seelengrund überein. Hierzu gehört die mit der Henosis verbundene Entdifferenzierung, der Übergang in die Formlosigkeit des undifferenzierten, absolut einheitlichen Einen; dies entspricht Meister Eckharts Forderung, „weiselos“ zu werden, so wie Gott „ohne Weise“ (bestimmungslos) sei. Auch das in Eckharts Lehre zentrale Konzept der „Abgeschiedenheit“ klingt schon bei Plotin an, etwa in seiner Feststellung, das „Leben der Götter und göttlicher, seliger Menschen“ sei ein „Abscheiden“ (apallagḗ) von allem Irdischen („von allem anderen, was hier ist“), eine „Flucht des Einen zum Einen“ oder „Flucht des Einsamen zum Einsamen“. Nach Plotins Darstellung tritt man in „ruhiger Gotterfülltheit“ in die Abgeschiedenheit ein, in einen Zustand der Bewegungslosigkeit, in dem nichts mehr ablenkt. Er verglich dies mit dem Betreten eines Heiligtums (ádyton), der innersten Kammer eines Tempels. Bei diesem „Abscheiden“ handelt es sich um eine in höchstem Maß individuelle Selbst-Identifikation mit dem Ursprung, dem Einen, dem nach der neuplatonischen Philosophie alles, was ist, seine Existenz verdankt. Die Voraussetzung dafür ist bei Plotin ebenso wie in der spätmittelalterlichen Spiritualität eine radikale Trennung des Bewusstseins von allem, was nicht der Ursprung ist. Die Identifikation mit der reinen, nichts ausschließenden Einheit erfordert, dass man an nichts festhält, was der Welt des Besonderen, der Zweiheit und Vielfalt angehört. Eine direkte Beeinflussung mittelalterlicher Autoren durch Plotins Schriften ist jedoch ausgeschlossen, da seine Werke damals in West- und Mitteleuropa unbekannt waren.
Die These, der höchste Teil der Seele verbleibe immer in der geistigen Welt, stieß bei Iamblichos († um 320/325) und den ihm folgenden spätantiken Neuplatonikern auf entschiedene Ablehnung. Sie meinten, die Seele steige ganz hinab, wenn sie sich mit einem Körper verbinde. Eines der Argumente des Iamblichos war, die Annahme einer ständigen Gemeinschaft eines Seelenteils mit dem göttlichen Bereich sei unstimmig, weil eine solche Verbundenheit der Person nicht unbewusst sein könne; vielmehr müssten, wenn es eine derartige Gemeinschaft gäbe, alle Menschen unablässig glücklich sein. Auch Proklos († 485), einer der einflussreichsten Neuplatoniker der Spätantike, griff Plotins Position an. Die These, „etwas von unserer Seele bleibe oben“, hielt er für widersprüchlich. Er brachte dagegen vor, dass das, was nach einem solchen Modell immer oben bleibe, sich niemals mit dem, was hinabsinke, verbinden könne, denn zwischen ihnen müsse eine Kluft prinzipieller Art bestehen. Außerdem dürfe man nicht annehmen, das Wesen der Seelen und das der geistigen Welt und der Götter sei dasselbe. Vielmehr nehme das Seelische von Natur aus eine untergeordnete Stellung in der hierarchischen Ordnung der Entitäten ein, denn es sei kein Bestandteil der geistigen Welt, sondern etwas von ihr Hervorgebrachtes. Den spätantiken Neuplatonikern erschien Plotins optimistische Einschätzung des Verhältnisses der inkarnierten (in der Körperwelt lebenden) Seele zu höheren Ebenen als unrealistisch und anmaßend. Sie teilten aber seine Überzeugung, dass die geistige Welt der inkarnierten Seele nicht verschlossen sei und dass es unbedingt erstrebenswert sei, sich mit ihr zu verbinden. Proklos hielt auch einen Aufstieg zum transzendenten Einen für vollziehbar. Nach seiner Lehre beruht die Möglichkeit der Zusammenkunft mit dem Einen darauf, dass es „das Eine in uns“, „das Eine in der Seele“ gibt, das der Demiurg, der Weltschöpfer, dort eingepflanzt hat. Dieses individuelle Eine, das auch als „Blüte der Seele“ bezeichnet wird, ist „das Göttlichste von dem, was in uns ist“, das „Eingestaltigste“ und „Einigste“ im Menschen, das Prinzip, das seine Einheit stiftet und die Vielfalt in ihm eint. Es ist dem transzendenten Einen nicht gleich, aber analog; es ist dessen „Bild“ oder „Same“. Aufgrund dieser Ähnlichkeitsstruktur ist das transzendente Eine erkennbar und erreichbar. Erforderlich ist dafür, dass man sich das „Eine in uns“ bewusst macht. Proklos forderte, man solle das „Eine in uns“ erwecken und in Glut entfachen und durch es die Seele mit dem transzendenten Einen verbinden; dann solle man dort gleichsam vor Anker gehen. Für diese Aufstiegsbewegung der Seele bedürfe man des „vergöttlichenden Schwunges“.

#### Rezeption im antiken Christentum
Der Kirchenschriftsteller Origenes, ein Zeitgenosse Plotins, knüpfte an die Überlegungen der paganen Philosophen zum Verhältnis von Seele und Gottheit an. Er formte herkömmliches Gedankengut in christlichem Sinne um, indem er den innersten Bereich des menschlichen Geistes als Ort der Gegenwart Gottes im Menschen und Begegnungspunkt des Menschlichen mit dem Göttlichen darstellte. Dort komme es zu einer unmittelbaren Berührung mit dem Göttlichen in der Form eines Erkennens, das sich von der normalen Erkenntnis der äußeren Objekte grundsätzlich unterscheide. Somit führte Origenes eine Unterscheidung zwischen normaler, rationaler Erkenntnis mittels des Denkvermögens und Gotteserkenntnis aufgrund einer besonderen, nur dafür bestimmten Fähigkeit der Seele ein. Damit wich er von der platonischen Tradition ab, die nicht eine „natürliche“ Erkenntnis einer „übernatürlichen“ gegenüberstellte, sondern alle Erkenntnisakte auf dasselbe Prinzip zurückführte, das sich nur auf verschiedenen Ebenen entfalte. Die Platoniker gingen von einer durch alle Formen der Erkenntnis durchgehenden Kontinuität aus. Dieser Auffassung stellte Origenes die in der Geistesgeschichte folgenreiche Trennung zwischen rationalem und irrationalem oder überrationalem Erkennen entgegen.
Der außerordentlich einflussreiche Kirchenvater Augustinus († 430) hielt an der platonischen Sichtweise fest, die nicht zwischen prinzipiell verschiedenen Erkenntnisarten des menschlichen Geistes unterscheidet. In seinem Werk De trinitate prägte Augustinus den Begriff abditum mentis („Versteck des Geistes“ oder „das Verborgene des Geistes“). So bezeichnete er einen Bereich in der Tiefe des menschlichen Geistes, dem er ein apriorisches Wissen zuschrieb, das er als Grundlage des Denkens und der Erkenntnis betrachtete. Nach seiner Theorie ist dieses Wissen dort stets präsent, aber verborgen und somit unbewusst; es kann jedoch durch das Denken ins Bewusstsein gehoben werden. Die „verstecktere Tiefe unseres Gedächtnisses“ ist der Ort, wo der Mensch Inhalte findet, die nicht aus seinen eingespeicherten Erinnerungen stammen, sondern die er zum ersten Mal denkt. Dort wird das „innerste Wort“ gezeugt, das keiner Sprache angehört. Im Denken erscheint eine Einsicht, die von einer Einsicht stammt, die schon zuvor vorhanden war, aber im Versteck verborgen war.
Die von neuplatonischem Gedankengut beeinflussten Überlegungen des Augustinus zum abditum mentis wurden im Mittelalter aufgegriffen und für den Diskurs vom Seelengrund verwertet. Allerdings ist unklar, ob Augustinus tatsächlich, wie mittelalterliche Autoren meinten, darunter eine bestimmte Instanz und ein leitendes Prinzip des gesamten Seelenlebens verstanden hat.

### Hochmittelalter
Im 12. Jahrhundert erlangte die Frage nach den Voraussetzungen und der Natur der Beziehung zwischen Gott und der Seele neue Aktualität. Die damals vorherrschenden Seelenvorstellungen waren maßgeblich von der augustinischen Tradition geprägt. Unter den spirituell orientierten Schriftstellern waren die „Viktoriner“, Theologen des Kanonikerstifts Saint-Victor in Paris, sowie Mönche des Zisterzienserordens am einflussreichsten. In diesen Kreisen wurde die Möglichkeit der Gotteserkenntnis auf ein speziell diesem Zweck dienendes „Vermögen der Seele“ (potentia animae) zurückgeführt. Damit war eine in der menschlichen Seele vorhandene besondere Kraft (vis) oder Fähigkeit gemeint. Man bediente sich der ursprünglich von Aristoteles eingeführten, später ins Lateinische übertragenen Terminologie, in der die einzelnen Betätigungen der Seele wie Wahrnehmen, Denken und Bewegen bestimmten Anlagen, den „Vermögen“, zugeordnet waren. Diese waren nach dem Rang ihrer Objekte hierarchisch geordnet. Das oberste, bei der Gotteserfahrung aktivierte Seelenvermögen wurde als „Intellekt“ (intellectus) bezeichnet und von der ratio, dem für das begriffliche Denken zuständigen Vermögen, unterschieden. Manche Autoren beschrieben es metaphorisch wie ein Organ der Seele. So lehrte Hugo von St. Viktor, die Seele habe drei „Augen“. Mit dem ersten, dem Auge des Fleisches, betrachte sie die physische Welt, mit dem zweiten, dem Auge der ratio, sich selbst und das, was in ihr sei. Mit dem dritten, dem Auge der Kontemplation, nehme sie Gott wahr und das, was in Gott sei, und zwar innerhalb von sich selbst (intra se), denn sie trage Gott in sich. Dieses Auge sei aber infolge der Erbsünde erloschen und sehe jetzt nichts mehr. Daher könne der Mensch Gott nicht mehr unmittelbar wahrnehmen, sondern sei auf den Glauben angewiesen. Erst in der verheißenen künftigen Seligkeit werde die Fähigkeit zu unmittelbarer Gotteswahrnehmung wiederhergestellt werden.
Hugos Konzept der drei Seelenaugen entfaltete in der mittelalterlichen geistlichen Literatur eine beträchtliche Wirkung. Daneben gab es die Vorstellung eines bestimmten Bereichs oder Orts in der Seele oder im menschlichen Geist (mens), wo die Gotteserkenntnis zustande komme. Bei diesem Bereich, dem die wichtigste Funktion vorbehalten war, konnte es sich nur um den Kern der Seele, ihr Innerstes, und um das Höchstrangige in ihr handeln. Er galt als der eigentliche Sitz der Gottesebenbildlichkeit des Menschen. In diesem Sinne konstatierte Richard von St. Viktor, einen Gedanken des Augustinus aufgreifend, im menschlichen Geist sei „ohne Zweifel das Höchste zugleich das Innerste und das Innerste zugleich das Höchste“. Richard hielt es für möglich, zum „höchsten und innersten Schoß des Geistes“ emporzusteigen, ihn zu ergreifen und zu halten und dort das unsichtbare Göttliche zu betrachten. Er wies aber darauf hin, dass man diese Wahrnehmung nicht willentlich herbeiführen könne und dass sie nur wenigen vergönnt sei. Sie werde mit dem geistigen Sinn (sensus intellectualis) vollzogen, der vom Vernunft-Sinn (sensus rationalis) zu unterscheiden sei. Mit dem Vernunft-Sinn nehme der Mensch sein eigenes Unsichtbares wahr. Der göttliche Bereich im menschlichen Geist sei durch einen dichten Vorhang des Vergessens abgetrennt. Wer sich dorthin begebe, der vergesse nicht nur alles Äußere, sondern ebenso alles, was in ihm selbst sei. Auch bei der Rückkehr in die vertraute Welt bewirke der Vorhang ein Vergessen, aber kein vollständiges; daher könne man sich nachher an das Erlebte erinnern, doch nur auf unzulängliche Weise, nicht mehr in der ursprünglichen Wahrheit und Klarheit.
In der ersten Hälfte des 13. Jahrhunderts beschrieb die niederländische, wahrscheinlich in der Nähe von Antwerpen lebende Begine Hadewijch das Verhältnis der Seele zu Gott auf eine Weise, die inhaltlich und terminologisch Elemente spätmittelalterlicher Seelengrundlehren vorwegnahm. Bei Hadewijch kommen bereits die Begriffe „Grund“ (mittelniederländisch gront), „Abgrund“ (afgront) und „Bodenlosigkeit“ (grondeloesheit) vor. Solche Ausdrücke dienten ihr zur Schilderung der wechselseitigen Durchdringung Gottes und der mit ihm vereinten menschlichen Seele. Die „Bodenlosigkeit“ erinnert an Meister Eckharts Bezeichnung der Gottheit als „grundloser Grund“, doch gibt es keinen Beleg dafür, dass er Schriften der Begine kannte. Hadewijch erarbeitete kein theologisches oder philosophisches System, sondern stützte sich auf eigene ekstatische Erfahrungen, die sie in Worte zu fassen versuchte. In ihrem 18. Brief beschrieb sie die Seele als „Bodenlosigkeit, worin Gott sich selbst genügt“. Sein eigenes Selbstgenügen finde sein vollstes Genießen in ihr und sie wiederum in ihm. Gott sei ein Weg, auf dem die Seele in ihre Freiheit herauskomme, nämlich in den Gottesgrund, an den ohne die Tiefe der Seele nicht gerührt werden könne. Hadewijch stellte die Einheit (enecheit) Gottes mit der Seele auf eine Art dar, die zeigt, dass sie ein tiefes Einswerden meinte, bei dem die beiden so verschmelzen, dass sie zumindest auf einer Ebene wirklich ununterschieden werden.

## Die spätmittelalterlichen Seelengrund-Konzepte
Den Ausgangspunkt für die Prägung des Begriffs Seelengrund bildete vermutlich der Sprachgebrauch der mittelhochdeutschen höfischen Dichtung. Dort war vom „Herzensgrund“ die Rede, wenn es um tiefes, inniges Empfinden ging. Die Metapher des Grundes zur Bezeichnung von etwas Innerem und Tiefem wurde in den Bereich der geistlichen Literatur übertragen. Nach der Mitte des 13. Jahrhunderts schrieb Mechthild von Magdeburg, das Herz der Gottesmutter Maria habe „vor allen Menschen den tiefsten Grund an göttlicher Erkenntnis“ gehabt.
Ausgearbeitete theologisch-philosophische Konzepte vom Seelengrund entstanden erst im Spätmittelalter. Ihren Urhebern und Hauptvertretern ist gemeinsam, dass sie deutsche Angehörige des Dominikanerordens (Predigerordens) waren und ihre Seelengrundlehren in deutscher Sprache verbreiteten. In England wurde in spätmittelalterlicher geistlicher Literatur der Ausdruck „Grund“ (grounde) für die Natur oder Substanz des Menschen oder der Seele verwendet; er ist besonders bei Juliana von Norwich sehr häufig. Es bestehen zwar Parallelen zwischen den englischen und den deutschen Begriffsverwendungen, aber Kernelemente der deutschen Lehren fehlten in England oder waren dort nur ansatzweise vorhanden.

### Meister Eckhart

#### Die Anknüpfung an die Tradition
Der Begriff „Grund der Seele“ wurde von Meister Eckhart († 1327/1328) in den mittelalterlichen spirituellen Diskurs eingeführt. Dabei berief er sich auf die Ausführungen des Augustinus über das „Verborgene des Geistes“, die er im Sinne seiner Seelenlehre interpretierte. Die Worte in abdito mentis aus Augustinus’ Schrift De trinitate zitierte er häufig. Er übersetzte sie mit in dem verborgensten der sêle und ähnlichen Wendungen ins Mittelhochdeutsche. Das in De trinitate behandelte „Verborgene des Geistes“ setzte er mit dem gleich, was er den Seelengrund nannte. Dabei gab er aber dem antiken Ausdruck eine neue Bedeutung, denn sein Denken ging in eine Richtung, die ihn weit vom Konzept des Augustinus wegführte. Der antike Kirchenvater hatte mit dem „Versteck“ den Sitz unbewusster Vorstellungen (notitiae) gemeint, die bestimmte Inhalte des Denkens betreffen und im Denkakt in das Bewusstseinsfeld (conspectus mentis) hervortreten. Es ging ihm also um Begriffe, um ein auf einzelne Dinge bezogenes latentes Wissen, das er im abditum mentis verortete. Eckhart hingegen verstand unter dem „Grund der Seele“ einen Bereich, von dem alles Vorstellen und begriffliche Denken prinzipiell ausgeschlossen ist. Seine Anknüpfung an den Gedanken und die Formulierung des Augustinus war somit mehr äußerlich als inhaltlich.

#### Die Unterscheidung von Gott und Gottheit
Grundlegend für Eckharts Verständnis des Verhältnisses der Seele zum Göttlichen ist seine Unterscheidung zwischen „Gott“ (im engeren Sinn) und „Gottheit“. Diese beiden Ausdrücke bezeichnen in seiner Lehre zwei getrennte Ebenen der Wirklichkeit des Göttlichen oder Gottes im weiteren Sinn. Gott (im engeren Sinn) und Gottheit sind nach seiner Darstellung so weit voneinander verschieden wie Himmel und Erde. Auf der niedrigeren Ebene befindet sich Gott im engeren Sinn, das heißt Gott in seiner Eigenschaft als Schöpfer, der als solcher seinen Geschöpfen gegenübertritt. Dort ist „Gott“ der Gegenbegriff zu allem Geschaffenen; Gott steht zu allem, was außer ihm existiert, in einem Verhältnis von Ursache und Wirkung. Die höhere Ebene „oberhalb von Gott“ hingegen ist die Stätte des Göttlichen als „Gottheit“ oder als „einfaltiges Eins“, das zu nichts außerhalb von sich selbst in einer wie auch immer gearteten Beziehung steht. Eckharts Gottheit verursacht nichts; sie ist keine Instanz, die schafft und damit einen Gegensatz zum Geschaffenen bildet. Da sie absolute Einheit ist, ist sie auch nicht der im Sinne der Trinitätslehre dreifaltige Gott, der in drei Personen in Erscheinung tritt, und nicht der Vater, der den Sohn Jesus Christus zeugt. Vielmehr ist sie der überpersönliche, absolut einheitliche Aspekt der göttlichen Gesamtwirklichkeit. Gott hingegen ist persönlich; er unterhält zu seinen Geschöpfen eine Ich-Du-Beziehung und entfaltet auch in sich ein innertrinitarisches Leben und Beziehungsgeschehen. Die Gottheit bringt nichts hervor, sie teilt sich nicht zeugend und erzeugend mit: „Gott wirkt, die Gottheit wirkt nicht. (…) Gott und Gottheit sind unterschieden durch Wirken und Nichtwirken.“
Allerdings ist in Eckharts Sprachgebrauch die Unterscheidung zwischen „Gott“ und „Gottheit“ nicht durchgängig konsequent durchgeführt. Manchmal verwendete er das Wort „Gott“ im engeren Sinn nur zur Bezeichnung des Schöpfers, an anderen Stellen im weiteren Sinn mit Einbeziehung der überpersönlichen „Gottheit“ oder speziell auf sie Bezug nehmend. Was gemeint ist, ist jeweils aus dem Zusammenhang ersichtlich. Die Vorstellung von „zweierlei Gott“ – des in sich differenzierten Gottes – scheint auch dort präsent zu sein, wo sie terminologisch keinen besonderen Ausdruck findet.
Über Eckharts Gottheit kann nichts Bestimmtes ausgesagt werden, da sie sich jenseits jeglicher Differenzierung befindet. Sie ist „weiselos“, das heißt ohne Eigenschaften, durch die sie definiert werden könnte; sie ist ein „grundloser Grund“ und eine „stille Wüste“, eine „einfaltige Stille“. Ebenso wie das neuplatonische Eine kann sie keinerlei Merkmale aufweisen, denn jedes Merkmal wäre zugleich eine Begrenzung und als solche mit dem undifferenzierten Charakter der Gottheit unvereinbar. Daher müssen ihr alle Eigenschaften, die Gott kennzeichnen, wie Güte, Macht oder Weisheit, abgesprochen werden. Nicht einmal das Sein kommt ihr zu, denn auch das Sein ist eine Bestimmung und als solche vom Bestimmungslosen fernzuhalten. Somit trifft die Aussage, dass die Gottheit „ist“, nicht zu; vielmehr handelt es sich bei ihr um „ein überseiendes Sein und eine überseiende Nichtheit“. Mit der konsequenten Verwerfung aller positiven Aussagen über die Gottheit folgte Eckhart der Tradition der „negativen Theologie“, insbesondere der Lehre des antiken Denkers Pseudo-Dionysius Areopagita.
Die Ebene, auf der Gott als Person mit persönlichen Eigenschaften existiert, ist von derjenigen der Gottheit abgetrennt und ihr untergeordnet. Da es unmöglich ist, in das Bestimmungslose eine Bestimmung hineinzutragen, hat Gott ebenso wie alles andere Bestimmte keinen Zugang zum unpersönlichen Aspekt des Göttlichen – es sei denn, er würde sich seiner Eigenschaften entäußern und alles beiseitelassen, was seine Besonderheit ausmacht. Dazu bemerkte Eckhart: „Dies ist leicht einzusehen, denn dieses einige Eine ist ohne Weise und ohne Eigenheit. Und drum: Soll Gott je dort hineinschauen, so muss es ihn alle seine göttlichen Namen kosten und seine personhafte Eigenheit; das muss er allzumal draußen lassen, soll er je dort hineinschauen.“

#### Die Seele und ihr Grund
Als Seelengrund bezeichnete Eckhart den göttlichen Kernbereich der Seele, ihr verborgenes „Innerstes“, das nach seiner Lehre zeit- und raumlos ist und in dem völlige Ruhe herrscht. Er verwendete dafür auch eine Reihe von weiteren Bezeichnungen. Unter anderem sprach er vom „Funken“, „Licht“ oder „Bürglein“, vom „Höchsten“, „Lautersten“ oder „Haupt“ der Seele. Er betonte aber auch, dass der Seelengrund eigentlich so wie die Gottheit namenlos sei. Von diesem unwandelbaren, jeder Art von Veränderung entzogenen und jeder Betätigung fernen Kernbereich zu unterscheiden sind nach Eckharts Lehre die äußeren Bereiche, in denen sich die Tätigkeiten der Seele abspielen. Dort wirkt sie auf ihre Umgebung ein und wird ihrerseits von der Umwelt beeinflusst; dort äußert sich ihr Wille und ihr Begehren in Worten und Taten, während sie zugleich das, was sie als äußere Einwirkungen erlebt, im Gedächtnis speichert. Mit ihren verschiedenen Funktionen, die in den einschlägigen, im Spätmittelalter maßgeblichen Schriften des Aristoteles beschrieben sind, erfüllt die Seele ihre Aufgaben. Sie hat ihre Fähigkeiten anzuwenden, um den Erfordernissen ihrer Verbindung mit dem Körper gerecht zu werden und für das Überleben des Menschen zu sorgen. Dabei tritt sie mit den geschaffenen und vergänglichen Dingen in Kontakt. Das bedeutet unablässige Veränderung, ein ständiges Werden und Vergehen. Von dieser Sphäre ist der Seelengrund abgetrennt; die mannigfaltigen Eindrücke, die aus der Welt der Sinneswahrnehmung einströmen, erreichen ihn nicht.
Als überräumliche und überzeitliche, nichts beeinflussende und von nichts beeinflussbare Gegebenheit zeigt der Seelengrund Übereinstimmung mit Eckharts Gottheit. Auch in einer weiteren Hinsicht gleicht er ihr: Er ist völlig undifferenziert. Im Gegensatz zu den äußeren Seelenbereichen hat er keine unterscheidbaren, nebeneinander existierenden Inhalte oder Funktionen. Im Seelengrund hat die Seele keinerlei Vorstellungen, weder von sich selbst noch von irgendetwas Geschaffenem oder von Gott. Sie hat dort „weder Wirken noch Verstehen“. Alle Unterscheidungen sind aufgehoben. So wie sich die absolut undifferenzierte, von allem Seienden abgelöste Gottheit von der Sphäre des Seins und der Bestimmungen unterscheidet, so unterscheidet sich in der Seele der undifferenzierte Grund von der Gesamtheit ihrer übrigen Bereiche, wo innerseelische Interaktionen stattfinden und Eindrücke von außen aufgenommen werden.
Indem Eckhart den Seelengrund als zeit-, raum- und eigenschaftslos auffasste, sprach er ihm eine göttliche Qualität zu, die den geschaffenen Dingen abgeht. Daraus ergab sich eine wichtige, aber für mittelalterliche Theologen problematische Konsequenz: Der Kernbereich der Seele ist nicht nur unvergänglich, sondern auch ungeschaffen. Die Seele ist nicht nur – wie im Mittelalter allgemein angenommen wurde – unsterblich, sondern es hat überdies nie eine Zeit gegeben, in der ihr Innerstes noch nicht existierte. In einer Predigt sagte Eckhart: „Ich habe zuweilen von einem Lichte gesprochen, das in der Seele ist, das ist ungeschaffen und ungeschöpflich.“ Demnach ist der Seelengrund kein Bestandteil der von Gott in der Zeit aus dem Nichts erzeugten und ihm daher untergeordneten Schöpfung; vielmehr ist er ewig und einheitlich wie die Gottheit selbst. Eckhart sprach ausdrücklich von einem „Teil“ der Seele, dem „Bürglein“; „gottgleich“ sei sie nur mit diesem Teil „und sonst nicht“. Für die Wahrheit dieser Aussage verbürge er sich, dafür setze er seine Seele zum Pfand. Nach seinem Verständnis ist das Göttliche in der Seele von allem in ihr, was geschaffen ist und ihre Interaktion mit der Außenwelt betrifft, seiner Natur nach fundamental verschieden. Da der Seelengrund keine räumliche Ausdehnung hat, ist offenkundig, dass Ausdrücke wie „Teil“ oder „innerst“ nicht räumlich zu verstehen sind und die Begriffe bei der Interpretation nicht „verdinglicht“ werden dürfen. Eckhart betonte, der Seelengrund habe nichts gemeinsam mit irgendwelchen „Dingen“. Anders als das abditum mentis des Augustinus ist Eckharts zeit- und ortloser Seelengrund kein „Ding“, er zählt nicht zum dinghaft Seienden, lässt sich nicht in das Kategoriensystem des Aristoteles einordnen und ist daher ebenso wie die Gottheit dem diskursiven Denken entzogen. Eckhart distanzierte sich später von der Vorstellung, die Seele sei aus einem erschaffenen und einem unerschaffenen Teil zusammengesetzt. Das sei eine falsche, böswillige Interpretation seiner Lehre. Er habe nicht gemeint, das Unerschaffene in der Seele sei ein Teil von ihr.
Für Eckhart als monotheistischen mittelalterlichen Theologen konnte es nur eine einzige Gottheit geben, und auch aus philosophischer Sicht war es unmöglich, dem absolut transzendenten Einen etwas anderes an die Seite zu stellen. Im Rahmen seines Konzepts einer streng einheitlichen Gottheit konnte der „gottgleiche“ Seelengrund daher nicht als eigenständiges Wesen aufgefasst werden, sondern musste mit der Gottheit gleichgesetzt werden. Demnach ist die Gottheit selbst unmittelbar zuinnerst in der Seele des Menschen ständig anwesend, und diese Anwesenheit ist gemeint, wenn bei Eckhart vom Seelengrund die Rede ist. Damit gewinnt die Beziehung des Menschen zum Göttlichen eine neue Grundlage und Qualität. In seiner Eigenschaft als Geschöpf kann der Mensch Gott, seinen Schöpfer, nicht erreichen. Die Kluft zwischen dem ewigen Gott und dem vergänglichen Geschaffenen ist nach Eckharts Überzeugung so tief, dass nichts Geschaffenes einen Zugang zu Gott finden kann. Da aber in der Seele ein ungeschaffener Bereich ist, der sich in nichts von der Gottheit unterscheidet, gibt es dort und nur dort den Abgrund zwischen dem Schöpfer und seinem Werk nicht. Im Seelengrund besteht die vollkommene und unaufhebbare Einheit der Gottheit mit sich selbst. Von der „inneren Welt“, dem „Innigsten des Geistes“ gilt: „Hier ist Gottes Grund mein Grund und mein Grund Gottes Grund.“ Man soll Gott nicht als außerhalb von einem selbst erfassen und ansehen, sondern als „mein Eigen“ und als das, was in einem ist. Gott ist „im Grunde der Seele mit seiner ganzen Gottheit“. Dem Menschen bleibt nur die Aufgabe, sich diese Tatsache bewusst zu machen und daraus die Konsequenzen zu ziehen.
Aus der Einheit des Seelengrundes mit der Gottheit leitete Eckhart weitreichende Folgerungen hinsichtlich des einzigartigen Ranges der menschlichen Seele ab. Er betonte ihren hohen Adel und behauptete, sie stehe über allen Geschöpfen und sogar über den Engeln, sie sei edler als der Himmel und weit über ihn erhaben. Die Geschöpfe seien nur Spuren Gottes und dessen unwürdig, dass er selbst in ihnen wirke, der Seelengrund aber sei ihm gleich. Im „ersten Berühren“, in dem Gott die ungeschaffene und ungeschöpfliche Seele berührt habe und berühre, da sei sie „der Berührung Gottes nach ebenso edel wie Gott selbst“. Eine weitere Konsequenz der Ungeschaffenheit des Seelengrunds ist nach Eckharts Lehre die menschliche Freiheit. Alles Geschaffene ist unfrei. Frei ist nur der Mensch, der sich am Seelengrund orientiert und dadurch von der göttlichen Gerechtigkeit „ergriffen“ ist. Ein solcher Mensch ist kein Diener mehr, er dient weder Gott noch den Geschöpfen, denn das wäre mit der Freiheit unvereinbar, die er nicht hat, sondern „ist“. Das hierarchische Verhältnis, das zwischen Gott und den Geschöpfen besteht, ist hier aufgehoben.

#### Der Durchbruch zur Gottheit im Seelengrund
Eckhart fordert, man solle nicht bei Gott stehen bleiben, sondern „durchbrechen“ zur Gottheit. Das heißt, man soll die Ebene des persönlichen, dreifaltigen Gottes überschreiten, um zur „einfaltigen“ Gottheit vorzudringen. Bei diesem Durchbruch handelt es sich um einen Vorgang, der nur bedingt – jedenfalls nicht im üblichen Sinn – als „Erkenntnis“ bezeichnet werden kann. Ein Erkenntnisobjekt kann die Gottheit nicht sein, weder für sich selbst noch für andere, denn wo ein erkennendes Subjekt von einem erkannten Objekt geschieden ist, liegt keine absolute Einheit vor, und daher bleibt der Bereich der Gottheit verschlossen. Außerdem kann die Seele etwas nur erkennen, wenn sie ein Bild davon besitzt, doch alle Bilder kommen von außen, also nicht von der Gottheit. Somit kann eine Erkenntnis im normalen Sinn auf der Ebene der undifferenzierten Gottheit nicht stattfinden; sie ist nur im Bereich der Bestimmungen und der Bilder möglich. Als Objekt, das von einem Subjekt gesucht wird, ist die Gottheit prinzipiell unerreichbar, wenngleich ihr Dasein als solches erkennbar ist. Dazu bemerkt Eckhart: „Die verborgene Finsternis des unsichtbaren Lichtes der ewigen Gottheit ist unerkannt und wird auch nie erkannt werden.“ Zwar ist bei Eckhart wie im damaligen Sprachgebrauch üblich von Gotteserkenntnis die Rede, doch wenn es um die Gottheit geht, kann nur in einem uneigentlichen Sinn von „erkennen“ gesprochen werden, denn es gibt keinen Erkennenden, der einem Erkannten betrachtend gegenübersteht.
Dem „Durchbruch“ weist Eckhart in seiner Lehre eine zentrale Rolle zu. Er nennt ihn – einen Topos der Kirchenväterzeit aufgreifend – Gottesgeburt in der Seele. Gemeint ist, dass die Seele die Göttlichkeit ihrer eigenen Natur wahrnimmt und so in ihrem Innersten die Gottheit entdeckt. Dadurch wird sie nicht etwas, was sie vorher nicht war, sondern sie erfasst nur das, was sie zuinnerst überzeitlich ist. Die Gottesgeburt geht vom Seelengrund des einzelnen Menschen aus und ergreift die Seele in ihrer Gesamtheit. Darin besteht für Eckhart der Sinn und Zweck der Schöpfung. Erst durch die Gottesgeburt in der Seele erhält die Geburt Christi durch Maria für den Menschen einen Sinn. Außerdem setzt die historische Geburt Christi die Geburt Gottes in Marias Seele voraus. Bei der Gottesgeburt in der Seele handelt es sich nicht um ein punktuelles Ereignis, das zum Abschluss kommt, sondern um einen nie endenden Prozess, dessen Zeit das „gegenwärtige Nun“ ist, in dem die Seele „steht“. Die Betonung der Prozesshaftigkeit des Geschehens ist ein besonderes Merkmal von Eckharts Konzept. Er fasst die Gottesgeburt als Rückkehr der Seele zur Gottheit – ihrem eigenen Urgrund und Ursprung – auf. Der Mensch, der sich am allernächsten mit Gott verbinde, könne durch göttliche Gnade das werden, was Gott von Natur aus sei; dann stehe er in der größten Übereinstimmung mit dem „Bild, das er in Gott war, in dem zwischen ihm und Gott kein Unterschied war, ehe Gott die Geschöpfe erschuf“.
Im Ergriffenwerden der Seele, die von ihrem Grund her vom göttlichen Einfluss erfasst wird, zeigt sich ihre Empfänglichkeit und Passivität; sie nimmt Gott auf. Daher behauptet Eckhart, die menschliche Seligkeit liege nicht im Wirken, sondern im „Erleiden“ Gottes (an dem daz wir got lîden). Er erläutert: „So allmächtig Gott im Wirken ist, so abgründig ist die Seele im Erleiden; und darum wird sie mit Gott und in Gott überformt.“
Die Gottesgeburt wird von Gott, der in der Seele wirkt, herbeigeführt, doch die Voraussetzungen dafür hat der Mensch zu schaffen. Nach Eckharts Überzeugung ist göttliches Wirken niemals willkürlich, sondern stets gesetzmäßig: Es ist eine notwendige Folge des Zusammenspiels von Gottes unwandelbarer Natur mit den jeweiligen Gegebenheiten. Daher geschieht die Gottesgeburt in der Seele zwangsläufig, wenn die Voraussetzungen dafür erfüllt sind. Sie ist dann eine Naturnotwendigkeit. Gott, der sie ermöglicht, könnte gar nicht anders handeln, ohne sich selbst aufzugeben: „Er muss es tun, mag es ihm lieb oder leid sein“; „Gottes Natur, sein Sein und seine Gottheit hängen daran, dass er in der Seele wirken muss.“ Eckhart vergleicht Gottes Müssen, um dessen Unwillkürlichkeit zu veranschaulichen, mit dem später so genannten physikalischen „horror vacui“, dem Abscheu vor der Leere, den man der Natur zuschrieb. Man hielt es für eine Eigenschaft der Natur, dass sie einen leeren Raum nicht dulde, sondern überall die Entstehung eines Vakuums verhindere. Analog dazu „zwingt“ nach Eckharts Darstellung die Selbstentleerung des Menschen, der die Abgeschiedenheit verwirklicht, Gott dazu, die abgeschiedene Seele aufzusuchen und sich selbst in sie zu ergießen, damit in ihr kein „Vakuum“ entsteht.
Obwohl der Durchbruch zur Gottheit alle Gegensätze und Unterschiede aufhebt und damit das diskursive Denken, das mit Bestimmungen operiert, übersteigt, handelt es sich aus Eckharts Sicht nicht um einen irrationalen Vorgang. Die Vernunft wird dabei nicht zurückgelassen. Vielmehr begleitet sie den Menschen beständig, gemäß Eckharts Forderung: „Und der Mensch soll zu allen seinen Werken und bei allen Dingen seine Vernunft aufmerkend gebrauchen und bei allem ein vernünftiges Bewusstsein von sich selbst und seiner Innerlichkeit haben.“ Für die Gottesgeburt gilt: „Erkenntnis und Vernunft vereinigen die Seele mit Gott. Vernunft dringt in das lautere Sein, Erkenntnis läuft voran; sie läuft vorauf und bricht durch.“ Eine zentrale Rolle beim Durchbruch und eine Würde sondergleichen weist Eckhart der Vernunft deswegen zu, weil er Gott als reinen Intellekt betrachtet. Das Sein hält er für den „Vorhof“ Gottes, die Vernunft für seinen Tempel: „Nirgends wohnt Gott eigentlicher als in seinem Tempel, in der Vernunft.“ Von „Intellekt“ ist bei Eckhart auf zweifache Art die Rede: An manchen Stellen geht es um Intellekt im Sinne von Verstand als eines der Vermögen der Seele, das heißt um die außerhalb des Seelengrunds bestehende Fähigkeit zu diskursiver Erkenntnis; in anderem Kontext handelt es sich um den Intellekt, der im Seelengrund ist und letztlich mit diesem identisch ist; das ist diejenige Vernunft, die dem Menschen den nichtdiskursiven, unmittelbaren Zugang zum Göttlichen ermöglicht. Dies ist der einzige überhaupt mögliche Zugang: „Die Seele hat nichts, in das Gott hineinsprechen könnte, außer der Vernünftigkeit.“
Ausführlich geht Eckhart auf die Voraussetzungen ein, die erfüllt sein müssen, damit die Gottesgeburt möglich wird. Da es um ein Eintreten in die Einheit geht, muss alles beseitigt werden, was der Einheit entgegensteht. Hindernisse sind nicht nur Sünden und Laster im herkömmlichen Sinn, sondern schlechthin alles Ungöttliche und daher Vergängliche. Dazu gehören insbesondere die „Bilder“ der Sinnesobjekte, die man aufgenommen hat, denn sie binden und behindern den Menschen. Nachdrücklich widerspricht Eckhart dem von Aristotelikern und Thomisten erhobenen Einwand, in der Seele seien von Natur aus nur Bilder und es entspreche ihrer Natur, durch die Sinne und in Bildern aufzunehmen, und daher sei die Entfernung aller Bilder naturwidrig. Dem hält er entgegen, dass der, der so denke, den Adel der Seele nicht erfasst habe. Er erklärt, nichts hindere die Seele so sehr an der Erkenntnis Gottes wie Zeit und Raum. Zeit und Raum seien „Stücke“, Gott aber sei Eines und könne nur oberhalb von ihnen erkannt werden. Daher sei Gotteserkenntnis unmöglich, solange die Seele sich der Zeit oder des Raumes bewusst sei.
Wie diese vorbereitende Reinigung der Seele zu bewerkstelligen ist, erläutert Eckhart eingehend. Die Hinwendung zum Göttlichen ist mit einem auf die Welt gerichteten Wollen und Begehren unvereinbar. Daher ist die erste Aufgabe, sich von allen solchen Bestrebungen zu befreien, sich konsequent innerlich vom Irdischen zu lösen, ohne dabei die Erfüllung der weltlichen Aufgaben zu vernachlässigen. Das Ergebnis einer solchen Abtrennung von der Welt nennt Eckhart „Abgeschiedenheit“. Der Seelengrund ist von Natur aus immer abgeschieden. Es kommt aber darauf an, auch die übrigen Seelenbereiche restlos von „allen Dingen“ zu trennen, sodass der Mensch gänzlich leer wird und Gott in diese Leere eintreten kann. Dann kann Gott die gesamte Seele ausfüllen. Der Mensch „soll Gott in allen Dingen ergreifen und soll sein Gemüt daran gewöhnen, Gott allzeit gegenwärtig zu haben“. Eine solche Haltung führt letztlich zu einer vollständigen Vergöttlichung: „Ganz so werde ich in ihn verwandelt, dass er mich als sein Sein wirkt, <und zwar> als eines, nicht als gleiches; beim lebendigen Gotte ist es wahr, dass es da keinerlei Unterschied gibt.“ Dass es um nichts Geringeres als eine reale Einheit von Mensch und Gott geht, versichert Eckhart auch mit den Worten: „Manche einfältigen Leute wähnen, sie sollten Gott so sehen, als stünde er dort und sie hier. Dem ist nicht so. Gott und ich, wir sind eins.“ Diese Einheitsforderung ist so radikal, dass auch die Vorstellung, Gott solle im Menschen eine Stätte zum Wirken finden, verworfen werden muss. Hinter dem Gedanken der Wirkensstätte steckt aus Eckharts Sicht wiederum das Konzept eines bestimmten seelischen Inhalts und einer Beziehung zwischen zwei Entitäten, das mit Abgeschiedenheit unvereinbar ist. Erforderlich ist vielmehr, dass der Mensch „so ledig Gottes und aller seiner Werke steht“, dass Gott, wenn er in der Seele wirken will, dort keine Stätte vorfindet, sondern gar nichts; dann muss er jeweils selbst die Stätte sein, in der er wirken will.
Ein zentrales Element der Lehre von der Gottesgeburt im Seelengrund ist die These, dass sie sich unmittelbar, ohne jede Vermittlung, vollzieht: „Das muss geschehen ohne Mittel“, stellt Eckhart fest; „Jederart Vermittlung ist Gott fremd.“ Auf gewisse Weise kann man aber nach Eckharts Verständnis dennoch von einer „Vermittlung“ im Seelengrund sprechen, wenn man das „Schweigen“, die Freiheit von Bildern, als das „Vermittelnde“ betrachtet, das es der Seele ermöglicht, in Gott Ruhe zu finden.
Eindringlich schildert Eckhart die gefühlsmäßige Seite der Hinwendung zu Gott in der Seele. Er betont die „große Freude“ und „unermessliche Wonne“, die damit verbunden sei. Demjenigen, dem dies zuteilwerde, erscheine alles menschliche Leid als vergleichsweise belanglos. Es gebe eine „Kraft“ in der Seele, in der Gott „ohne Unterlass glimmend und brennend mit all seinem Reichtum, mit all seiner Süßigkeit und mit all seiner Wonne“ sei. Allerdings unterscheidet Eckhart das Erleben solcher Wonne vom Durchbruch. Er meint, auch diese Kraft habe wie alle Kräfte keinen Zugang zur Gottheit im Seelengrund, denn deren absolute Einfachheit gestatte nichts Äußerem Zutritt.

#### Der im Seelengrund verankerte Lebemeister
Mit seinen Ausführungen wollte Eckhart seinen Hörern oder Lesern zunächst eine diskursiv erlangbare Einsicht in die Wahrheit seiner philosophisch-theologischen Lehre vermitteln. Solches Verstehen war aber für ihn nicht das, was dem Menschen zur Gottesgeburt verhilft. Für ausschlaggebend hielt er vielmehr die Lebenspraxis, mit der man die Abgeschiedenheit verwirklicht. Auf die Umsetzung allein komme es an. Um dies zu verdeutlichen, wies er mit einem Wortspiel auf den Unterschied zwischen einem „Lesemeister“ und einem „Lebemeister“ hin. Als „Lesemeister“ bezeichnete man im Dominikanerorden, dem Eckhart angehörte, einen wissenschaftlich ausgebildeten Mönch, der im Bildungssystem des Ordens für die Schulung seiner Mitbrüder zuständig war. Der Lesemeister (Lektor) hielt Vorlesungen und brachte seinen Schülern herkömmliches Lehrgut bei. Eckhart hat diese Funktion wohl selbst in Köln ausgeübt. Einer solchen bloß theoretischen Wissensvermittlung stellte er das Wirken eines „Lebemeisters“ gegenüber, der das von der Theorie Geforderte in seinem eigenen Leben umsetzt und damit als Vorbild dienen kann. Ein Eckhart zugeschriebener Ausspruch lautet, ein Lebemeister sei nötiger als tausend Lesemeister. Mit dem Wortspiel machte er auf den Unterschied zwischen dem gedanklichen Nachvollziehen und dem Verinnerlichen einer Wahrheit aufmerksam: Gedachtes kann aufgegeben oder vergessen werden, Verinnerlichtes bleibt. In diesem Sinne mahnte er: „Der Mensch soll nicht einen gedachten Gott haben und sich damit zufrieden geben; denn wenn der Gedanke vergeht, so vergeht auch der Gott. Man soll vielmehr einen wesenhaften Gott haben, der weit erhaben ist über die Gedanken des Menschen und aller Kreatur.“
Nach Eckharts Urteil wird das Leben des Menschen, der sich am Seelengrund orientiert, grundlegend umgeformt; es erhält dadurch einen Sinn und Wert, den es sonst niemals besäße. Die Gottesgeburt verleiht allen Handlungen eines solchen Menschen eine außerordentliche Bedeutung. Dank ihr werden auch seine geringsten Taten weit über alles emporgehoben, was Menschen tun, die den Durchbruch zur Gottheit nicht vollzogen haben. Wenn jemand, der Gott ergriffen hat, auf einen Stein tritt, so ist dies ein göttlicheres Werk, als wenn man ohne solche Gesinnung die Eucharistie empfängt. Wer jemals nur einen Augenblick in den Seelengrund „gelugt“ (geblickt) hat, dem sind tausend Mark Goldes so viel wert wie ein falscher Heller. Wer sich selbst oder seinem vertrauten Freund mehr Gutes gönnt als einem Menschen, der jenseits des Meeres lebt und den er nie gesehen hat, der hat „noch nie nur einen Augenblick lang in diesen einfaltigen Grund gelugt“.
Hier stellt sich die Frage nach der Natur des Unterschieds zwischen einem guten Menschen oder Lebemeister und einem Sünder, der sich nicht um Gott kümmert. Da die Gottesgeburt im Bestimmungslosen geschieht und die Gottheit wegen ihrer Bestimmungslosigkeit nicht einmal als „gut“ bezeichnet werden kann, ist der Seelengrund jenseits aller moralischen Wertungen. Nach Eckharts Lehre unterscheidet sich der Seelengrund des guten Menschen in keiner Hinsicht von dem des Sünders. Die für Gott empfängliche Instanz in der Seele eines Menschen ist ihrer Natur nach unveränderlich und steht in keiner Beziehung zu seinen Werken. Der moralische Wert der Taten des Menschen spielt für das göttliche Wirken im Seelenwesen keine Rolle. Sogar denen, die in der Hölle sind, bleibt der Adel der Natur ewig erhalten. Der Unterschied zwischen ihnen und den guten Menschen besteht ausschließlich darin, dass bei diesen das göttliche Licht vom Seelengrund in die „äußeren“ Bereiche der Seele, wo sich die Seelenvermögen betätigen, ausstrahlt und bei den schlechten nicht. Dem schlechten Menschen fehlt die Empfänglichkeit der Seelenvermögen für das göttliche Licht. Eckhart hielt zwar an dem Grundsatz fest, dass die Gottheit nichts tut, also auch nicht liebt, aber indem er lehrte, dass die Liebe aus ihr im Sinne einer Emanation ausfließe, postulierte er doch einen Bezug zwischen ihr und dem Bereich, in dem es Liebe und ethische Unterscheidungen gibt.
Als Prediger legte Eckhart Wert darauf, seinem Publikum zu vermitteln, dass der Status des Gerechten oder Lebemeisters kein Privileg einer besonders qualifizierten Elite, sondern für jeden erreichbar sei. Die mit völliger Abgeschiedenheit verbundene Freude sei kein fernes Ziel, sondern in greifbarer Nähe. Keiner der Zuhörer sei so grob oder so klein an Fassungskraft oder so weit von der Abgeschiedenheit entfernt, dass er diese Freude nicht „so, wie sie wahrheitsgemäß ist“ in sich finden könnte, „noch ehe ihr heute aus dieser Kirche kommt, ja noch ehe ich heute meine Predigt beendige“.

#### Die Verurteilung der Seelengrundlehre
Gegen Ende seines Lebens wurde Eckhart wegen Häresie (Irrlehre, Abweichung von der Rechtgläubigkeit) denunziert und angeklagt. Ein in Köln gegen ihn eingeleiteter Inquisitionsprozess wurde am päpstlichen Hof in Avignon neu aufgerollt und nach seinem Tod zu Ende geführt. Papst Johannes XXII. verurteilte einige seiner Aussagen als Irrlehren und verbot die Verbreitung der sie enthaltenden Werke. In der Bulle In agro dominico vom 27. März 1329 wurden siebzehn von Eckhart stammende oder ihm zugeschriebene Thesen als irrig oder häretisch eingestuft und elf weitere als verdächtig. Bei den Angriffen auf seine Lehre spielte das Konzept des Seelengrunds mit seinen verschiedenen Aspekten und Konsequenzen eine zentrale Rolle.
Als besonders anstößig betrachteten die Ankläger und das päpstliche Gericht die Aussage, es gebe in der menschlichen Seele etwas Unerschaffenes. Die Anklage deutete dies als Behauptung, die Seele sei aus Geschaffenem und Ungeschaffenem zusammengesetzt und das Ungeschaffene, Göttliche sei eine ihrer „Kräfte“, ein Seelenvermögen. Bei einer solchen Interpretation erschien die Lehre von der Präsenz der Gottheit in der Seele als Herabwürdigung Gottes. Dieser Punkt wurde in der päpstlichen Irrtumsliste mehrfach angeführt. Die uneingeschränkte Vergöttlichung bei der seelischen Gottesgeburt wurde als blasphemisch beurteilt, da sie zur Identifikation eines Menschen mit Gott zu führen schien. Außerdem sahen die Kritiker darin eine Gefährdung der Sonderstellung Christi als einziger Gottmensch. Der Papst verdammte die so gedeuteten Thesen des Angeklagten. Eckhart, der die Verurteilung nicht mehr erlebte, hatte sich gegen die Angriffe zur Wehr gesetzt und seinen Gegnern Ignoranz und böswillige Fehldeutung seiner Lehre vorgeworfen.
Der Franziskaner Wilhelm von Ockham († 1347), ein entschiedener Gegner des Papstes, erhob gegen Johannes XXII. den Vorwurf, er habe es versäumt, die absurden und phantastischen Thesen Eckharts als Irrlehren zu verurteilen. Offenbar wusste Ockham nichts von der Verurteilungsbulle. Als abwegig betrachtete er insbesondere Annahmen, die mit dem Konzept des ungeschaffenen Seelengrunds und der absoluten Undifferenziertheit der Gottheit zusammenhängen. Ockham nannte die Eckhart unterstellten Behauptungen, dass es im Bereich des Göttlichen (in divinis) keine Unterscheidung (distinctio) gebe und dass jeder beliebige gerechte Mensch in das göttliche Wesen (essentia) verwandelt werde so wie bei der Eucharistie das Brot in den Leib Christi.

### Johannes Tauler
Zu den namhaftesten spirituellen Lehrern des Spätmittelalters im deutschsprachigen Raum zählte der Dominikaner Johannes Tauler († 1361). Er schätzte Eckharts Lehre und verdankte ihr wesentliche Impulse. Zu den Konzepten, an die er anknüpfte, zählte auch der Seelengrund, den er wie Eckhart mit dem augustinischen „Versteck des Geistes“ gleichsetzte. Den Ausdruck abditum mentis gab er mittelhochdeutsch mit verborgen appetgrunde („verborgener Abgrund“) wieder. Mit Vorliebe charakterisierte er das Innerste der Seele als Abgrund. Damit nahm er auf die Bibelstelle Ps 42,8  Bezug, wo in der Version der lateinischen Bibel, der Vulgata, von einem Abgrund (abyssus) die Rede ist, der einen Abgrund „ruft“ (invocat). Darunter verstand Tauler die gegenseitige Zuwendung des göttlichen Abgrunds und des Abgrunds der menschlichen Seele. In seinen Predigten ging er oft auf den Seelengrund ein. Er nannte ihn das Lauterste, Innigste und Edelste, „den innersten Grund, wo allein Einheit ist“. Dort könne Gott in Wahrheit „hineingehen“, wenn das „Gemüt“ – der menschliche Geist – emporgetragen werde. Dieser Grund habe nichts mit den irdischen Gegebenheiten zu tun; er sei hoch erhaben über den Bereich der seelischen Kräfte oder Vermögen, der dem Leib Leben und Bewegung gebe. Er sei so edel, dass man ihm eigentlich – ebenso wie Gott – keinen Namen geben könne; Bezeichnungen wie „Boden“ seien unzulänglich.
Dennoch verwendete Tauler verschiedene Benennungen für den Seelengrund, darunter neben dem Hauptausdruck „Grund“ auch „Funke“ und „der oberste Mensch“. Nach seiner Anthropologie ist der Mensch wie aus drei Menschen gestaltet: dem „viehischen“ Menschen, der nach den Sinnen lebt, dem vernünftigen Menschen und dem „obersten, inneren“ Menschen, der „gottförmig, gottgebildet“ ist. Wenn die Seele in sich selbst, in ihren Grund einkehrt, dann wird sie göttlich und lebt ein göttliches Leben.
In einer Predigt verkündete Tauler, im „allerinnersten, allerverborgensten, tiefsten Grund der Seele“ wirke Gott; von dort könne er ebenso wenig getrennt werden wie von sich selbst. Der Seelengrund besitze durch Gottes Gnade alles, was Gott von Natur aus besitze. Tauler berief sich auf den „heidnischen Meister“ Proklos, den er ausführlich zitierte. Proklos habe bereits erkannt, dass man niemals in den Grund gelangen könne, solange man sich mit Abbildern und mit der Mannigfaltigkeit beschäftige, statt die Aufmerksamkeit nur auf das Eine zu richten. Es sei eine Schande, dass ein Heide darauf gekommen sei und das begriffen habe, während „wir“, die Christen, dieser Wahrheit fern stünden. Die von Proklos formulierte Wahrheit sei dieselbe, die im Evangelium verkündet werde mit den Worten: „Das Reich Gottes ist in euch“ (Lk 17,21 ); damit sei gemeint, das Gottesreich sei nur im Inneren, im Grund, über allen Wirkungen der Seelenkräfte. Tauler hob hervor, es gebe ein ganz reines, unverhülltes und zuverlässiges Erkennen und Gewahrwerden des „inwendigen Grundes“, wo das Reich Gottes sei. Allerdings könne dies nicht mittels der natürlichen Vernunft vollzogen werden, vielmehr sei dafür eine besondere Gnade erforderlich. Nach der Lehre Taulers wird die dabei benötigte Gnade dem Menschen, der sich dafür hinreichend qualifiziert hat, nicht durch einen willkürlichen Beschluss Gottes gewährt, sondern sie muss ihm zwangsläufig zuteilwerden, sobald er alle Voraussetzungen erfüllt. Gott muss dann aus seiner eigenen Seinsnotwendigkeit heraus zum wirkenden Prinzip im Menschen werden. Die Notwendigkeit der Selbstmitteilung ist der Natur Gottes immanent.
Ebenso wie Eckhart lehrte Tauler, dass die Vereinigung im Seelengrund eine Beseitigung aller Eigenheiten des Menschen erfordere, da diese der Einheit mit Gott entgegenstünden. Der Mensch müsse sich erst in sich selbst zurückziehen, die Mannigfaltigkeit überwinden und seinen Geist einfach machen, durch Konzentration und Sammlung zu seelischer Einheit kommen, damit die Vereinigung mit dem einfachen Gott möglich werde. In einer Predigt führte Tauler aus, der menschliche Geist versinke dann im göttlichen Abgrund und verliere sich darin, sodass er von sich selbst nichts wisse; er entfalle seiner eigenen Erkenntnis und Wirksamkeit. Dann sei er sich selbst „entsunken“ und habe sich in Gott verloren wie ein Tropfen Wasser im tiefen Meer. Wie Eckhart fasste Tauler die Einkehr in den Seelengrund als Rückkehr auf, die dem Menschen bewusst mache, dass er von Ewigkeit her in Gott gewesen sei, ehe er als Geschöpf geschaffen worden sei: „Als er in ihm war, da war der Mensch Gott in Gott.“
Ein fundamentaler Unterschied zu Eckharts Auffassung besteht darin, dass Tauler den Seelengrund als geschaffen betrachtete. Er hielt ihn zwar für die Stätte, wo Gott in der Seele „wirkt“ oder wo, wie er es ausdrückte, die Seele Gott „hat“, doch übernahm er nicht die Identifizierung des Grundes mit der Gottheit. Vielmehr lehrte er, dass bei der Begegnung des ungeschaffenen göttlichen Abgrunds mit dem geschaffenen menschlichen der eine Abgrund in den anderen fließe; dann „versinkt das geschaffene Nichts in das ungeschaffene Nichts“. Mit der Betonung der Kreatürlichkeit des Seelengrunds distanzierte sich Tauler sorgfältig von möglichen Interpretationen seiner Aussagen, die seine Spiritualität in die Nähe der kirchlich als häretisch verurteilten Thesen Eckharts hätten rücken können. Außerdem sah er im Gegensatz zu Eckhart den Grund nicht als unkorrumpierbar an; vielmehr warnte er vor schädlichen Einflüssen von Geschaffenem, die zu einer Verstrickung des Grundes in Ungutes führen könnten. Er forderte, man solle den Seelengrund mit großem Fleiß bearbeiten, wie ein Bauer seinen Acker, und das Unkraut vertilgen.
Im Gegensatz zu Eckhart ging Tauler in einer seiner Predigten direkt auf seine persönliche Erfahrung ein. Er behauptete, wenn der Mensch auf richtige Weise in seinen Seelengrund gekommen sei und dort verweile, sei er ein Himmel Gottes, da Gott in ihm wohne. Solche Gottförmigkeit überfordere allerdings den menschlichen Körper, der das kaum aushalten könne. Er selbst sei in eigenem Erleben nicht bis dahin gelangt. Zwar solle eigentlich kein Lehrer von etwas sprechen, was er nicht selbst erlebt habe, doch zur Not genüge es, dass er es liebe und im Sinn habe und ihm kein Hindernis bereite.

### Heinrich Seuse
Der Dominikaner Heinrich Seuse († 1366), ein Schüler Meister Eckharts, übernahm Grundzüge von dessen Seelengrund-Konzept. Allerdings verwendete er das Wort „Grund“ nur selten zur Bezeichnung des Seelengrunds. Häufig sprach er vom „Grund des Herzens“, womit er aber – zumindest an manchen Stellen – nur emphatisch das Herz umschrieb. In seinem Büchlein der Wahrheit legte er dar, die ganze Mannigfaltigkeit der Eigenschaften und Bezeichnungen, die man Gott zulege, darunter auch „Dreifaltigkeit“, sei im Grunde und im „Boden“ (der Gottheit) eine „einfaltige Einheit“. Der Grund sei die Natur und das Wesen der Gottheit; er sei eine „stille einschwebende Dunkelheit“. Sein „eigenes Werk“ sei das Gebären; dabei habe sich – wenn man es auf die Weise der menschlichen Vernunft ausdrücken wolle – „Gottheit zu Gott geschwungen“. Auf die Frage, ob das denn nicht dasselbe sei, antwortete Seuse, Gott und Gottheit seien zwar eins, aber die Gottheit wirke und gebäre nicht, das tue nur Gott. So habe man es sich vorzustellen, da die menschliche Vernunft eine solche „Andersheit“ erfordere, um begreifen zu können. Dabei werde man aber „in der Einbildung betrogen“, denn man betrachte das Göttliche so, wie es der Auffassungsweise eines Geschöpfs entspreche, und das sei der göttlichen Wahrheit nicht angemessen. In Wirklichkeit handle es sich um etwas absolut Einheitliches.
Obwohl Seuse damit auf eine Grenze des Erfassungsvermögens der Vernunft hinwies, betonte er in der Tradition Eckharts den „hohen Adel“ der „Vernünftigkeit“ und lobte die „gottförmige“ Vernunft des Menschen. Nach seiner Lehre hat der oberste, „überwesenhafte“ Geist den Menschen dadurch geadelt, dass er von seiner ewigen Gottheit in ihn hineinleuchtete, und daher ist Gottes Bild „in dem vernünftigen Gemüt, das auch ewig ist“. Die „stille Einfaltigkeit“ der namenlosen und „weiselosen“ Gottheit ist eine lebendige Vernünftigkeit, „die sich selbst versteht“. Den „Grund“ beschrieb Seuse, eine paradoxe Formulierung Eckharts aufgreifend, als „grundlos“. Damit meinte er eine „Abgründigkeit“, die keinen Boden zu haben scheint. Aber auch diesbezüglich behauptete er, die göttliche Wirklichkeit sei anders als die menschliche Wahrnehmung: Was dem Geschöpf als unergründlich tiefer Abgrund erscheine, sei sich selbst „ergründlich“ (grúntlich).
Das, was Eckhart den Durchbruch nennt, ist bei Seuse „der kräftige, entäußernde Einschlag“ in das göttliche „Nichts“, der „in dem Grund“ allen Unterschied ausmerzt – aber nicht dem Sein nach, sondern nur der menschlichen Auffassungsweise nach (nach nemunge únser halb). Es handelt sich also nur aus der begrenzten Sicht des Menschen, nur in seinem Bewusstsein um einen Akt der Vereinigung, der den Unterschied zwischen Gott und Mensch aufhebt; unter dem Gesichtspunkt des wirklichen Seins ändert sich dabei nichts. Voraussetzung für den „Einschlag“ ist die Zähmung der Seelenkräfte als Leistung des gelassenen Menschen. Nach Seuses Überzeugung müsste im Idealfall, wenn diese Zähmung vollkommen gelänge, dem Menschen, der dann in sich hineinsähe, dabei das ganze All offenbar werden. Die Vereinigung der Seele mit der Gottheit erfordert eine besondere Gnade, sie geschieht nicht von Natur aus.

### Nikolaus von Kues
In den 1440er Jahren wurde der alte Konflikt um Eckharts Lehre von der Ungeschaffenheit des Seelengrunds erneut ausgetragen. Der Philosoph und Theologe Nikolaus von Kues (Cusanus) legte 1440 in seiner Schrift De docta ignorantia (Über die belehrte Unwissenheit) Ansichten dar, die bei dem Heidelberger Theologieprofessor Johannes Wenck auf scharfen Widerspruch stießen. Wenck veröffentlichte 1442/43 eine Kampfschrift mit dem Titel De ignota litteratura (Über die unbekannte Gelehrsamkeit), in der er Nikolaus der pantheistischen Ketzerei und des Irrationalismus beschuldigte. 1449 antwortete der Angegriffene mit der Gegenschrift Apologia doctae ignorantiae (Verteidigung der belehrten Unwissenheit). Wenck bekämpfte vor allem die in De docta ignorantia vorgetragene Lehre vom Zusammenfall der Gegensätze (coincidentia oppositorum) in der Unendlichkeit des Einen, in der einfachen Einheit Gottes. Er meinte, damit werde jedes wissenschaftliche Denken zerstört, da die Regeln der Logik außer Kraft gesetzt würden. Die Leitidee des Cusanus stamme von Eckhart. Dabei führte Wenck unter anderem die – ihm nur aus einer lateinischen Übersetzung bekannte – These Eckharts an, es gebe in der Seele „eine gewisse Burg“, die auch „Fünklein“ genannt werde und so einfach sei, dass selbst Gott diese Einfachheit nur dann betrachten könne, wenn er sich dabei seiner Namen und Eigenschaften entledige. Für Wenck war die Lehre vom Seelengrund eine verdammenswerte Gleichsetzung des Schöpfers mit dem Geschöpf. Cusanus verteidigte sich und auch Eckhart, den er lobte und zitierte, allerdings ohne die Berechtigung des päpstlichen Eingreifens in Zweifel zu ziehen. Er hielt Eckhart für einen fähigen Denker, der zutreffende Ansichten vertreten habe, dessen anspruchsvolle Ausführungen aber für Ungebildete und für Kleingeister (wie Wenck) unverständlich seien und leicht missverstanden werden könnten. Daher seien seine Werke für die Öffentlichkeit ungeeignet; man solle sie unter Verschluss halten.

## Neuzeit

### 16. und 17. Jahrhundert
Im 16. und 17. Jahrhundert waren Ausdrücke, die sich auf den Grund der Seele bezogen, in geistlicher Literatur verbreitet. Mitunter wurde eine solche Terminologie mit ausdrücklicher Bezugnahme auf Tauler verwendet, so bei dem Benediktiner Louis de Blois (1506–1566) und dem Jesuiten Maximilian van der Sandt (Sandaeus, 1578–1656). Die Karmelitin Teresa von Ávila (1515–1582) verfasste die Schrift El castillo interior (Die innere Burg), ein Grundlagenwerk ihrer Spiritualität. Dort beschrieb sie den Ort der Seele, wo die Vereinigung mit Gott stattfinde, als das „Tiefinnerste“, den „Abgrund“ und das „Wesentliche“ der Seele, wo die Seelenkräfte nichts zu schaffen hätten. In ihrem stillen Zentrum genieße die Seele den tiefsten Frieden, während sie gleichzeitig außerhalb dieses innersten Bereichs Mühseligkeiten und Leiden empfinden könne. Teresas Ausführungen weisen starke Übereinstimmungen mit denen Taulers auf.
Johannes vom Kreuz († 1591), der ebenfalls dem Karmelitenorden angehörte, verwendete für das „Zentrum der Seele“ auch die Bezeichnung „Seelengrund“ (fondo del alma). In seinem Werk Llama de amor viva (Lebendige Liebesflamme) beschrieb er den Umgang und die Vereinigung der Seele mit Gott, ihrem Bräutigam. Dort ist vom „Erwachen“ Gottes „in der Mitte und im Grund“ der Seele die Rede. Der Grund der Seele sei „ihr reines und innerstes Wesen“ (la pura e intima sustancia de ella). Dort wohne Gott insgeheim als ihr alleiniger Herr, mit ihr eng geeint (estrechamente unido), und vollziehe seine süße Umarmung mit ihr, wenn sie sich vom Ungöttlichen freigemacht habe. Er weile nicht nur bei den ihn Liebenden, sondern im Grund aller Seelen; wenn das nicht so wäre, könnten sie nicht bestehen. Die Art seiner Anwesenheit sei aber sehr verschieden, sie hänge von der jeweiligen Gesinnung der Person ab. In den Seelen, in denen keine Bilder und Formen und keine Neigungen zu irgendetwas Geschaffenem seien, wohne Gott wie in seinem eigenen Haus; in den anderen, auf Weltliches ausgerichteten halte er sich wie ein Fremder in fremdem Haus auf. Seine Anwesenheit im Seelengrund sei verborgen, denn dorthin könne weder der Teufel vordringen noch der menschliche Verstand, der das erforschen wolle. Den Menschen, bei denen die Vereinigung mit Gott noch nicht stattgefunden habe, sei seine Gegenwart in ihren Seelen gewöhnlich nicht bewusst.
Besonderes Gewicht legte die Nonne Marie de l’Incarnation (1599–1672) auf das Erleben der Anwesenheit Gottes in der Seele. Sie bezeichnete den Seelengrund u. a. als Sitz Gottes, als obersten Teil der Seele und als das Innerste der Seele. Bei der Beschreibung ihrer geistlichen Erlebnisse wählte sie Formulierungen wie „Ich wurde stark in den Grund meines Inneren gezogen“ oder „ganz zurückgezogen in den Grund der Seele“. Daneben verwendete sie auch die Bezeichnung „Zentrum der Seele“. Das Seelenzentrum nannte sie Gottes Wohnstätte, mitunter setzte sie es sogar mit dem in der Seele anwesenden Gott gleich.

### 18. Jahrhundert
Im 18. Jahrhundert waren in pietistischen Kreisen Ausdrücke wie „Seelengrund“ und „Herzensgrund“ geläufig. Teils war im Sinne des mittelalterlichen Sprachgebrauchs vom „Grund“ als „Ort“ einer Vereinigung des Menschen mit Gott die Rede, vor allem bei Gerhard Tersteegen, teils erhielten die Ausdrücke eine stark abgewandelte oder sogar gegenteilige Bedeutung: Man sprach nun auch von einem „bösen Grund“ des Herzens, der verdorben und gottfern sei. Zunehmend wurden die Begriffe säkularisiert. Diese Entwicklung bereitete sich schon in der pietistischen Literatur vor und prägte sich dann in der Strömung der Empfindsamkeit voll aus. Als Grund der Seele oder des Herzens in weltlichem Sinn bezeichnete man den Sitz starker, tiefer und authentischer Gefühle, etwa im Sinne von „Seelenfreundschaft“. Teils war dabei eine religiöse Konnotation in unterschiedlichem Ausmaß noch vorhanden, teils verblasste und verschwand der christliche Hintergrund völlig.
Unabhängig davon kam im 18. Jahrhundert in aufklärerischen Kreisen eine völlig andersartige, philosophische Begriffsverwendung auf: Der Grund der Seele wurde als Ort „dunkler“ Erkenntnis – im Gegensatz zu der von René Descartes geforderten klaren, deutlichen und daher korrekten Erkenntnis – aufgefasst. Als dunkel galt eine Erkenntnis, die nur auf einfacher Sinneswahrnehmung basiert, ohne dass das Erkenntnisobjekt als Ganzes anhand seiner charakteristischen Merkmale bestimmt worden ist. Der Aufklärer Alexander Gottlieb Baumgarten führte 1739 den lateinischen Ausdruck fundus animae („Grund der Seele“) zur Bezeichnung des seelischen Bereichs ein, in dem „dunkle Wahrnehmungen“ seien. Baumgarten schloss diesen Bereich zwar als Gegenstand ästhetischer Analyse aus, bewertete aber die Dunkelheit tendenziell positiv; er sah im Seelengrund eine mögliche Bereicherung, da darin „Vollkommenheiten der sinnlichen Erkenntnis“ enthalten seien. Nach seinem Verständnis durchdringen und profilieren sich die dunkle und die klare Erkenntnis gegenseitig; die dunkle ist an jeder menschlichen Erkenntnis nicht-einfacher Dinge und Sachverhalte beteiligt. Im Gegensatz zur Unwissenheit, die Baumgarten rein negativ beurteilte, billigte er der dunklen, aus dem Seelengrund hervorgehenden Erkenntnis einen beträchtlichen Wert zu. Baumgartens Schüler Georg Friedrich Meier befand 1752, die dunkle Erkenntnis sei das Chaos in der Seele, das von deren schöpferischer Kraft bearbeitet werde und aus dem sie nach und nach alle klare Erkenntnis zusammensetze. Johann Georg Sulzer sah in den „dunklen Vorstellungen“ die unbewussten Ursachen schwer erklärbarer Verhaltensweisen. Er konstatierte 1758, es seien die „in dem Innersten der Seele verborgenen Angelegenheiten“, die den Menschen veranlassten, auf unpassende Weise und gegen seine eigene Absicht zu handeln und zu reden.
Johann Gottfried Herder (1744–1803) machte den Seelengrund zum Grundstein seiner Anthropologie. In seiner Auseinandersetzung mit Baumgartens Ästhetik stellte er die These auf, dass „in dem Grunde der Seele unsere Stärke als Menschen besteht“. Herder betrachtete den „dunklen Abgrund der menschlichen Seele“ als die Stätte, wo „die Empfindungen des Tieres zu den Empfindungen eines Menschen werden, und sich gleichsam von fern mit der Seele mischen“. Dort sei auch der Abgrund dunkler Gedanken, „aus welchem sich nachher Triebe und Affekten, und Lust und Unlust heben“. Herder stellte sich die Seele als etwas Zusammengesetztes vor, in dem das Dunkle anteilmäßig überwiege. Er fasste das Dunkle als Ursprung auf, an den alle menschliche Entwicklung gebunden sei; das menschliche Dasein sei durch die Koexistenz von Dunkel und Licht bestimmt. Dazu bemerkte er: „Der ganze Grund unsrer Seele sind dunkle Ideen, die lebhaftesten, die meisten, die Maße [d.h.: Masse], aus der die Seele ihre feinern bereitet, die stärksten Triebfedern unsers Lebens, der größeste Beitrag zu unserm Glück und Unglück.“ Diesen Befund bewertete Herder im Rahmen seines Konzepts der Entwicklung des Individuums durchaus positiv, denn er meinte, alles Klare, jede menschliche Idee gehe aus dem dunklen Seelengrund hervor. Er schrieb 1778, die erkennende, wollende Seele sei das Bild der Gottheit; sie sei bestrebt, auf alles, was sie umgebe, dieses Bild zu prägen. Sie trete in sich zurück, ruhe gleichsam auf sich selbst und könne „ein Weltall drehen und überwinden“. Ihre Taten vollbringe sie mit dem hohen Gefühl, Tochter Gottes zu sein. Dabei blicke sie gleichsam in sich hinein und nehme in ihrem dunklen Grund die Grundlage ihrer Fähigkeiten und Leistungen wahr. Jeder höhere Grad des Vermögens, der Aufmerksamkeit und Losreißung, der Willkür und Freiheit liege „in diesem dunkeln Grunde von innigstem Reiz und Bewußtseyn ihrer selbst, ihrer Kraft, ihres innern Lebens“.

### 19. und frühes 20. Jahrhundert
Um die Wende vom 18. zum 19. Jahrhundert verstärkte sich das Interesse an mittelalterlicher Spiritualität beträchtlich, zunächst bei romantisch gesinnten Laien, dann auch in der Gelehrtenwelt. In der Forschung des 19. Jahrhunderts war ebenso wie in der damaligen breiten Öffentlichkeit die Einschätzung der spätmittelalterlichen geistlichen Literatur stark von Schlagwörtern und Vorstellungen beeinflusst, die in neueren Untersuchungen als problematisch und teils irreführend kritisiert werden. Davon war vor allem die Eckhart-Rezeption betroffen. Die These, das Innerste der menschlichen Seele sei ungeschaffen und gottgleich, und die Forderung der Vergöttlichung des Menschen wurden oft als pantheistisch oder zum Pantheismus tendierend eingestuft, doch regte sich dagegen auch Widerspruch. Manche Stellungnahmen im Pantheismusstreit waren mit Bewertungen verbunden, die von der jeweiligen eigenen weltanschaulichen Position des Urteilenden beeinflusst waren; konfessionelle Perspektiven machten sich geltend. Außerdem galt die Lehre von der absoluten Undifferenziertheit der Gottheit und deren Gleichsetzung mit dem Innersten der menschlichen Seele als „mystisch“ im Sinne eines Gegensatzes zur rationalen Denkweise und Argumentation der scholastischen Gelehrten des Spätmittelalters.
Eine Wende leiteten die Forschungen des Dominikaners Heinrich Denifle (1844–1905) ein. Denifle zeigte Eckharts Verwurzelung in der scholastischen Tradition auf. Allerdings kritisierte er ihn aus thomistischer Sicht heftig als unfähigen Scholastiker, der teils nur älteres Gedankengut übernommen habe, teils wirre, „krankhafte“ Ansichten vertreten habe. Seine Theologie sei, insoweit sie originell sei, unhaltbar, ihre kirchliche Verurteilung sei durchaus berechtigt gewesen. Cusanus habe ihn zu Unrecht gegen Wencks Kritik verteidigt. Ein echter Pantheist sei Eckhart zwar nicht gewesen, doch habe er einzelne pantheistische Thesen aufgestellt. Denifle polemisierte gegen die gesamte bisherige Forschung und warf evangelischen Gelehrten konfessionelle Voreingenommenheit vor. Seine pointierte Stellungnahme stieß in der Fachwelt teils auf Widerspruch, beeinflusste aber die Forschung stark und nachhaltig. Der einflussreiche Thomist Martin Grabmann (1875–1949), ein Schüler Denifles, trat für die Interpretation seines Lehrers ein und teilte dessen Werturteil. Er rückte Eckharts Gottesauffassung in die Nähe des Averroismus, der mittelalterlichen Lehre von der Einheit des Intellekts, der für die Averroisten nur ein einziger und in allen Menschen derselbe ist, was eine individuelle Unsterblichkeit der Seele ausschließt. Profilierte Vertreter der Gegenmeinung waren Otto Karrer (1888–1976) und Alois Dempf (1891–1982). Sie hielten Eckharts Position einschließlich der Seelengrundlehre für konsistent und im Rahmen des Katholizismus vertretbar.
In der Öffentlichkeit lebte das herkömmliche Bild von einer außerrationalen Mystik Eckharts fort und verstärkte sich in der ersten Hälfte des 20. Jahrhunderts noch. Damit verband sich oft die Vorstellung, sein Gottes- und Seelenverständnis sei Ausdruck einer typisch deutschen Gesinnung und weise eine antikirchliche Stoßrichtung auf. Zur Ausformung und Popularisierung eines antikatholischen Eckhartbilds trug maßgeblich Herman Büttners Übertragung der mittelhochdeutschen Werke in modernes Deutsch bei. Sie erschien 1903–1909 im Verlag von Eugen Diederichs und erzielte eine außerordentliche Breitenwirkung. Büttner übersetzte sehr frei und ließ dabei seine eigenen Interpretationen einfließen. Sein Kerngedanke war, dass der Mensch, wenn er in seinen Seelengrund hinabsteige, dort auch den Weltgrund, den „einigen ewigen Grund“ erfahre. In der Erfahrung der Wesenseinheit mit Gott liege die Seligkeit. Wer Gott in seinem Inneren erfahren habe, brauche keinen äußeren Mittler und Erlöser mehr, die Kirche werde dann als überflüssig erkannt. Namhafte Intellektuelle wie Julius Hart (1859–1930), Arthur Drews (1865–1935) und Leopold Ziegler (1881–1958) schlossen sich Büttners Auffassung an oder vertraten ähnliche Ansichten.
Begeisterte Zustimmung fand die Seelengrundlehre bei dem Neukantianer Paul Natorp (1854–1924), der darin wie viele seiner Zeitgenossen die Grundlegung einer „eigentümlich deutschen Weltanschauung“ erblickte. Natorp befand, Eckharts Sprache sei hier durchaus die des Entdeckers, der „nie Erhörtes“ ausspreche und den kein Dogma, überhaupt kein geschriebenes oder gesprochenes Wort binde. Verbindlich sei für Eckhart nur das gewesen, was er „aus eignem innersten Gotterleben“ habe bejahen können. Er sei von dem ausschließlichen Gegenüber von Gott und Seele ausgegangen. Das Einswerden der Seele mit Gott sei die ewige Menschwerdung Gottes und zugleich Gottwerdung des Menschen. Das „Lassen“ alles Geschaffenen und sogar Gottes selbst als Voraussetzung der Gottesgeburt in der Menschenseele bedeutet nach Natorps Verständnis „nicht ein Wegwerfen, sondern, zunächst logisch angesehen, eine radikale Abstraktion, die nichts anderes beabsichtigt als auf den letzten Innenpunkt zurückzugehen, von dem aus, wie alle und jede Spaltung, so selbst das letzte Gegenüber von Gott und Seele sich überhaupt erst versteht“. Daraus ergebe sich die Befreiung vom Mittleramt der Kirche und jeglicher vermittelnden Instanz sowie auch vom Sündenbewusstsein, dem „ärgsten Seelenpeiniger des mittelalterlichen Menschen“. Aus der Seelengrundlehre folge „eine Erhöhung des Menschengeistes, wie sie nie zuvor ausgesprochen ist und auch durch nichts Späteres überboten werden konnte“.

### Neuere Forschung

#### Die Rolle des Intellekts
Ein oft erörtertes Thema von Untersuchungen und Debatten über den Seelengrund ist die Rolle des Intellekts oder der Vernunft, die in einem großen Teil der neueren Forschungsliteratur stark gewichtet wird. Kurt Flasch hebt in seiner 2010 erschienenen Eckhart-Monographie hervor, dass die Lehre von der Gottesgeburt, „die zunächst einfach und fromm klingt, den Leser in philosophische Prämissen verwickelt“. Eckhart habe die Gottesgeburt im Grund der Seele nicht als „übernatürliches Zusatzgeschenk“ Gottes betrachtet, sondern als einen Vollzug in der Natur der Seele. Flasch macht geltend, dass Eckhart die Natur der Seele mit dem Intellekt gleichgesetzt und die Frage, was das Höchste in der Seele ist, damit philosophisch beantwortet habe. Er habe nicht den geringsten Zweifel daran gehabt, dass der Intellekt den Seelengrund, „also sich selbst“, erkennen könne. Dieser Ansatz sei oft missachtet worden, was zu Fehldeutungen geführt habe. Insbesondere kritisiert Flasch die Sichtweise des namhaften Germanisten Josef Quint (1898–1976), der Eckharts Predigten kritisch herausgegeben und in modernes Deutsch übertragen hat. Quint habe bis in die 1970er Jahre das Feld durch Textausgaben und Interpretationen dominiert und dabei einer verfehlten irrationalistischen Interpretation Vorschub geleistet. In Wirklichkeit habe Eckhart als Philosoph besonderes Gewicht auf seinen Anspruch gelegt, dass er im Licht der natürlichen Vernunft spreche, also in seiner Argumentation keine Glaubensinhalte voraussetze. Auch in seinen volkssprachlichen Predigten über die Gottesgeburt habe er mit vernunftgemäßen Begründungen, nicht mit der Berufung auf die Bibel überzeugen wollen.
Eine völlig andere Interpretation trägt Otto Langer vor. Er behauptet, der Versuch, die Lehre vom Seelengrund von einer Intellekttheorie her zu verstehen, führe in die Irre. Das richtige Verständnis sei vielmehr von der ethischen Praxis her zu gewinnen. Eckhart habe gelehrt, die rechte Selbstliebe als Liebe zur eigenen „Menschheit“ falle mit der rechten Nächstenliebe als Liebe zur „Menschheit“ in anderen zusammen; der Mensch, der nach seiner Natur, seiner „Menschheit“, lebe, sei eins mit Gott. In der Nächstenliebe verwirkliche der Mensch die Möglichkeit, mit Gott im Seelengrund eins zu sein.

#### Die Frage der persönlichen Erfahrung
Die Frage, ob hinter Eckharts Darlegungen über die Gottesgeburt im Seelengrund eine persönliche Erfahrung steht und in welchem Sinne eine solche gegebenenfalls zu deuten ist, wird unterschiedlich beantwortet. Aus dem Umstand, dass er sich nie dazu geäußert hat, wurde in der älteren Forschung gefolgert, in seinen Werken sei eine „Geistmystik“ dargelegt, die nicht auf eigener Erfahrung des Autors fuße. Gegen diese Hypothese wandte sich Kurt Ruh. Er kam zum Ergebnis, dass sowohl das, was Eckhart über den Seelengrund predigte, als auch die Art, wie er sich „in emphatisch-charismatischer Sprechweise“ ausdrückte, die Eigenerfahrung voraussetze. Überdies habe Eckhart ein verhülltes Bekenntnis zu solcher Erfahrung abgelegt. Seine Wahrheitsbeteuerungen seien in diesem Sinne zu verstehen. Ähnlich äußerten sich Shizuteru Ueda und Peter Reiter.
Aus einer anderen Perspektive untersuchte Alois M. Haas diese Frage. Er meinte, man spreche zu Unrecht von „mystischer Erfahrung, der Eckhart teilhaftig geworden sein soll“. Dabei werde übersehen, dass eine solche Ausdrucksweise Eckharts Verständnis des Verhältnisses von Ewigkeit und Zeit nicht gerecht werde. Bei ihm sei „die Kategorie des Neuen aus dem Bereich des Erlebnishaften herausgenommen“. Der „Durchbruch“ werde missverstanden, wenn man ihn ins Kategoriale der menschlichen Erlebenswelt übersetze. Es sei Eckhart gerade nicht um isolierte einzelne Gotteserfahrungen oder Erlebnisse der Vereinigung mit Gott gegangen. Vielmehr bestehe der Durchbruch darin, dass das Eins-Sein des Menschen mit Gott als menschliche Grundverfasstheit offengelegt werde. Eckharts Vorgehen sei durch „Interesselosigkeit gegenüber aller Form psychologischer Konkretisierung“ charakterisiert. Für ihn falle isolierte, punktuelle Erfahrung als Wahrnehmung eines Objekts oder eines seelischen Ereignisses als eines gegenwärtigen unter die Kategorie der „Eigenschaft“, gehöre also zu den Dingen, deren Beseitigung die Voraussetzung der Gottesgeburt sei. Dennoch sei es legitim, den Durchbruch als „Erfahrung“ zu bezeichnen, wenn man diesen Ausdruck nicht psychologisch missverstehe.
Ähnlich ist die Position von Erwin Waldschütz. Er nahm an, dass Eckhart selbst – metaphorisch ausgedrückt – in den Grund „hineingeschaut“ habe, was aber nicht als Gottesschau im Sinne eines esoterischen Akts zu verstehen sei, sondern als „Grund-Erfahrung“. Es sei ihm nicht um Erfahrung im Sinn von Einzelerfahrungen sinnlicher oder psychischer Art gegangen, sondern um Erfahrung schlechthin im Sinn der Grunderfahrung. Diese sei „ein völlig eigenständiger Modus des Selbstvollzugs des Menschen“, der sich gegenüber dem Erkennen, Wollen, Fühlen und Wahrnehmen deutlich unterscheiden lasse und die anderen Modi des Selbstvollzugs zu begründen imstande sei. Die Grundzüge der Grunderfahrung seien Betroffenheit und Inanspruchnahme, unableitbare Unmittelbarkeit, Weiselosigkeit, Offenheit für das Ganze und jeden Menschen, Verbindlichkeit sowie Drängen auf Auslegung und Mitteilung.
Bernard McGinn befand, für Eckhart sei das ständige Einssein mit Gott keine „Erfahrung“ in irgendeinem gewöhnlichen Sinn dieses Begriffs und kein Akt des Erkennens von „etwas“, sondern eine neue Weise des Erkennens und Handelns. Es sei das, was geschehe, wenn jemand versuche, alle seine Handlungen in Beziehung zur verschmolzenen Identität des Grunds zu setzen.

#### Die Frage der Individualität und Subjektivität
Umstritten ist in der neueren Forschung die Frage, welche Rolle angesichts der absoluten Undifferenziertheit von Eckharts Gottheit und Seelengrund dem Individuum und dem Individuellen in seiner Philosophie zukommen kann. Eine Richtung, zu der Kurt Flasch, Burkhard Mojsisch, Loris Sturlese und Saskia Wendel zählen, interpretiert die Seelengrund-Lehre als Ausdruck eines Subjektgedankens. Bei solchen Auslegungen wird Eckhart manchmal ein Verständnis von Subjektivität zugeschrieben, das sein Konzept als Vorläufer neuzeitlicher Transzendentalphilosophie erscheinen lässt. Andere Forscher (Alois Haas, Otto Langer, Niklaus Largier) sprechen sich dezidiert gegen die subjekttheoretische Interpretation aus und halten sie für völlig verfehlt.
Pointiert formuliert Burkhard Mojsisch seine subjekttheoretische Deutung. Er will die herkömmliche Meinung, den Theoretikern des Mittelalters sei eine philosophische Theorie des Ich fremd gewesen, korrigieren, wobei er Eckhart zum Kronzeugen macht. Dieser spreche das Ich als solches an, das heißt den Menschen insofern er nichts anderes als Ich sei, frei von jeder das Ich als Ich determinierenden Gemeinsamkeit mit anderem einschließlich Gottes. Der Gegenstand von Eckharts Theorie sei die Selbstentwicklung eines von jeder Voraussetzung freien, transzendentalen Ich, das sich selbst begründe und durch die Freiheit seiner Selbstbestimmung konstituiert werde. Das Ich, das in der Konkretheit der Individualität existiere, erkenne und wolle als Ich nur sich selbst. Es sei mit dem Seelengrund identisch. Saskia Wendel übernimmt Mojsischs Ergebnisse weitgehend. Sie meint, Eckharts Forderung einer reflexiven Selbsterkenntnis als Sammlung im Inneren und Sinken in den Grund der Seele setze das voraus, was die neuzeitliche Philosophie als Subjekt denke. Seine Erkenntnis des Absoluten lasse sich als intellektuelle Anschauung im Sinne des idealistischen Philosophen Johann Gottlieb Fichte bezeichnen. Die intellektuelle Anschauung sei für Fichte nichts anderes als die Erkenntnis des absoluten Ich. Sie sei nicht erst bei Fichte, sondern schon bei Eckhart zwangsläufig mit dem Subjektgedanken verknüpft. Aus der Seelengrundlehre resultiere nicht die Auflösung des Individuums, sondern dessen Eigenständigkeit und Einmaligkeit. Diese bleibe gewahrt, weil das menschliche Ich die Möglichkeitsbedingung der Einmaligkeit und Besonderheit des Einzelnen sei. Somit hänge die Rettung der Individualität von der Subjektivität des Einzelnen ab, die im „ich“ zum Ausdruck komme.
Auf vehemente Kritik stößt Mojsischs Interpretation bei Otto Langer und Alois Haas. Langer meint, es gebe bei Eckhart gar keine Ich-Theorie. Er gebrauche das Wort „ich“ nicht im Sinne einer Intellekttheorie, sondern ganz funktional. Der Seelengrund dürfe nicht als Ich gedeutet werden. Für Alois Haas ist die Bestimmung des Ich als transzendentales Sein eine „groteske Überinterpretation“ von Eckharts Aussagen. Die Individualität sei kein Thema seines Denkens, sondern als vorausgesetzte Gegebenheit ein Hindernis, das er wegräumen wolle. Er betreibe die Vernichtung des Ich in systematischer Weise. Menschliche Autonomie sei für ihn nur unter den Bedingungen eines Eins-Seins mit Gott denkbar. Es sei nicht statthaft, eine solche göttliche Autonomie in eine menschliche umzudeuten, wie es in der neueren Eckhartforschung oft geschehe. Haas hält Eckharts Auffassung des Seelengrundes oder Seelenfunkens für eine radikale Konzeption der absoluten Gottabhängigkeit des Geschöpfs, „welche dem Geschöpf kaum mehr die Chance einer ontologischen Selbständigkeit einräumt“. Gerade deswegen, weil Eckhart die Idee einer letztlichen Gleichheit von Mensch und Gott durchhalte und von allen möglichen Perspektiven her anleuchte, sei er eine normative Gestalt geistlichen Lebens. Auch Erwin Waldschütz verwirft die intellekttheoretische Deutung des „Grundes“. Er lehnt es ab, die Gottesgeburt zur Bedingung der Möglichkeit des Ich zu „degradieren“; sie sei nicht als Konstitution eines Ich zu deuten. Eckhart habe jedes noch so subtile Beharren auf einem Ich überwinden wollen. Zwischen dem Grund-Sein Gottes und dem des Menschen oder der Seele habe er keine seinsmäßige Identität angenommen; der Grund sei nicht seinsmäßig zu erfassen. Vielmehr sei das Grund-Sein ein Beziehung-Sein und Beziehung-Stiften. Die Identität erweise sich als Gleichheit der Beziehung, die immer nur in einem Geschehen bestehe.
Karl Heinz Witte befindet, Eckhart habe das Individuelle nicht als etwas Zufälliges und Nichtiges betrachtet. Die Gottesgeburt vollziehe sich immer in einem bestimmten Individuum. Das Heil oder die „Gerechtigkeit“ sei für Eckhart keine objektive Tatsache, sondern etwas, was man sich individuell aneigne. Es komme immer auf „mich“ an. Gemeint sei damit aber „keine Washeit, die ich habe oder prädikativ bin“, kein empirisches Ich mit seinen persönlichen Kennzeichen und seiner Geschichte; dieses zähle vielmehr für Eckhart zum Geschaffenen und damit Nichtigen. Vielmehr gehe es um „ich“ als „mein reines, eigenschaftsloses ewiges Sein, besser mein Ist“, um ein nicht ontologisch aufgefasstes „ist“ oder „ich“.